# Каміно-Реаль-де-Тьєрра-Адентро
Каміно-Реаль-де-Тьєрра-Адентро (англ. The Royal Road of the Interior Land), також відомий як Срібний шлях, був іспанським маршрутом 2 560-кілометрів-long (1 590 миля) дорога між Мехіко та Сан-Хуан-Пуебло (Окей-Овінге), Нью-Мексико (на території сучасних США), яка використовувалася з 1598 по 1882 рік. Це була найпівнічніша з чотирьох основних «королівських доріг», які з'єднували Мехіко з його основними притоками під час і після іспанської колоніальної ери.
У 2010 році 55 об'єктів і п'ять існуючих об'єктів Світової спадщини ЮНЕСКО на мексиканській ділянці маршруту були спільно додані до Списку світової спадщини, включаючи історичні міста, містечка, мости, фазенди та інші пам'ятки вздовж 1 400-кілометрів (870 миля) маршрут між історичним центром Мехіко (який також є об'єктом світової спадщини) та містом Валье де Альєнде, штат Чіуауа.
404-милі (650 км) ділянку маршруту в межах Сполучених Штатів 13 жовтня 2000 року було проголошено Національною історичною стежкою Ель-Каміно-Реаль-де-Тьєрра-Адентро, частиною системи Національної історичної стежки. Історичний маршрут контролюється як Службою національних парків, так і Бюро землеустрою США за допомогою Асоціації маршрутів El Camino Real de Tierra Adentro Trail Association (CARTA). Частина стежки поблизу Сан-Акасія, штат Нью-Мексико, була внесена до Національного реєстру історичних місць США у 2014 році.

## Маршрут
Установлено, що дорога починається на площі Санто-Домінго, дуже близько до нинішнього Сокало та столичного собору в Мехіко. Подорожуючи на північ через Сан-Мігель-де-Альєнде, Гуанахуато, північна кінцева зупинка дороги розташована в Окай-Овінге, Нью-Мексико.

## Історія

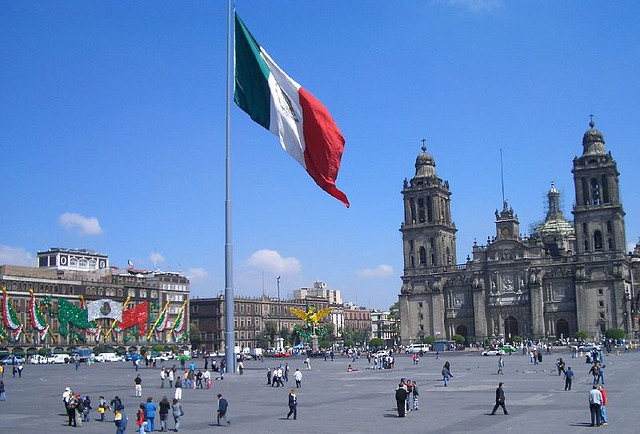
Мехіко

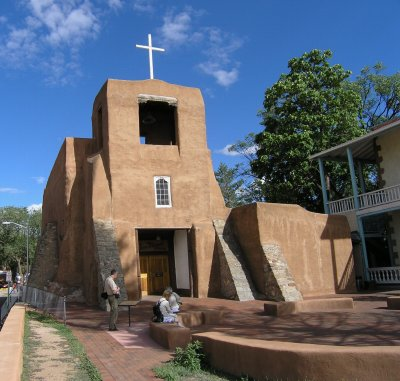
Іспанська місія Сан-Мігель у Санта-Фе, Нью-Мексико. Це найстаріша церква у США.

### Доколумбова історія
Задовго до того, як прибули європейці, різні корінні племена та королівства, що виникли в північному центральному степу Мексики, встановили маршрут, який згодом перетворився на Каміно-Реаль-де-Тьєрра-Адентро як головну магістраль для полювання та торгівлі. Маршрут з'єднував народи долини Мехіко з народами півночі через обмін такими продуктами, як бірюза, обсидіан, сіль і пір'я. До 1000 року нашої ери від Мезоамерики до Скелястих гір існувала процвітаюча торгова мережа.

### Європейське вторгнення
Після того, як Теночтітлан було підкорено в 1521 році, іспанські конкістадори та колоністи почали серію експедицій з метою розширення своїх володінь і отримання більших багатств для іспанської корони. Їхні перші спроби привели їх до слідування стежками, встановленими тубільцями, які обмінювалися товарами між північчю та півднем.
У квітні 1598 року група військових розвідників на чолі з Хуаном де Оньяте, новопризначеним колоніальним губернатором провінції Санта-Фе-де-Нуево-Мехіко, заблукала в пустелі на південь від Пасо-дель-Норте, шукаючи найкращий шлях до Ріо-дель-Норте. Місцевий індіанець на ім'я Момпіл, якого вони схопили, намалював на піску карту єдиного безпечного проходу до річки. Група прибула до Ріо-дель-Норте на південь від сучасних Ель-Пасо та Сьюдад-Хуареса наприкінці квітня, де вони відсвяткували католицьке свято Вознесіння 30 квітня, перш ніж перетнути річку. Потім вони нанесли на карту та розширили маршрут до нинішньої Еспаньйоли, де Оньяте заснував столицю нової провінції. Ця стежка стала Каміно-Реаль-де-Тьєрра-Адентро, найпівнічнішою з чотирьох головних «королівських доріг» — Caminos Reales — яка з'єднувала Мехіко з його основними притоками в Акапулько, Веракрус, Аудіенсія (Гватемала) і Санта-Фе.
Після повстання пуебло 1680 року, яке жорстоко витіснило іспанців з Нуево-Мехіко, іспанська корона вирішила не покидати провінцію взагалі, а замість цього підтримувала канал до провінції, щоб не залишати своїх підданих, які залишилися там. Віцекоролівство організувало систему, так звану кондукту, для постачання місій, президіо та північних ранчо. Кондукта складалася з вагонних караванів, які кожні три роки відправлялися з Мехіко до Санта-Фе вздовж Каміно-Реаль-де-Тьєрра-Адентро. Ця подорож вимагала тривалої та важкої подорожі тривалістю півроку, включаючи 2–3 тижні відпочинку в дорозі.
Кондукта та інші мандрівники зіткнулися з багатьма невизначеностями. Річкові повені можуть змусити тижні чекати на берегах, поки караван зможе перейти вбрід. В інший час тривалі посухи в регіоні можуть призвести до дефіциту води та її важко знайти. Найстрашнішою ділянкою подорожі була переправа через Хорнада дель Муерто за Ель-Пасо-дель-Норте: майже 100 кілометрів (62 миля) великої безплідної пустелі без будь-яких джерел води для людей і звірів.
Окрім потреб у харчуванні, найбільшу небезпеку для каравану становили місцеві напади. Групи бандитів бродили по всій території та погрожували каравану від сучасного штату Мексика до штату Керетаро, шукаючи цінні речі. А з південної частини Сакатекаса на північ найбільшу загрозу становили корінні чичимеки, які ставали більш схильними до нападу, коли караван просувався далі на північ. Основною метою чичимеків були коні, але вони також часто брали жінок і дітей. Низка президіумів уздовж шляху дозволяла переміщати війська, щоб забезпечити додатковий захист караванів. Уночі в найнебезпечніших місцях каравани ставали в коло своїми возами з людьми і тваринами всередині.

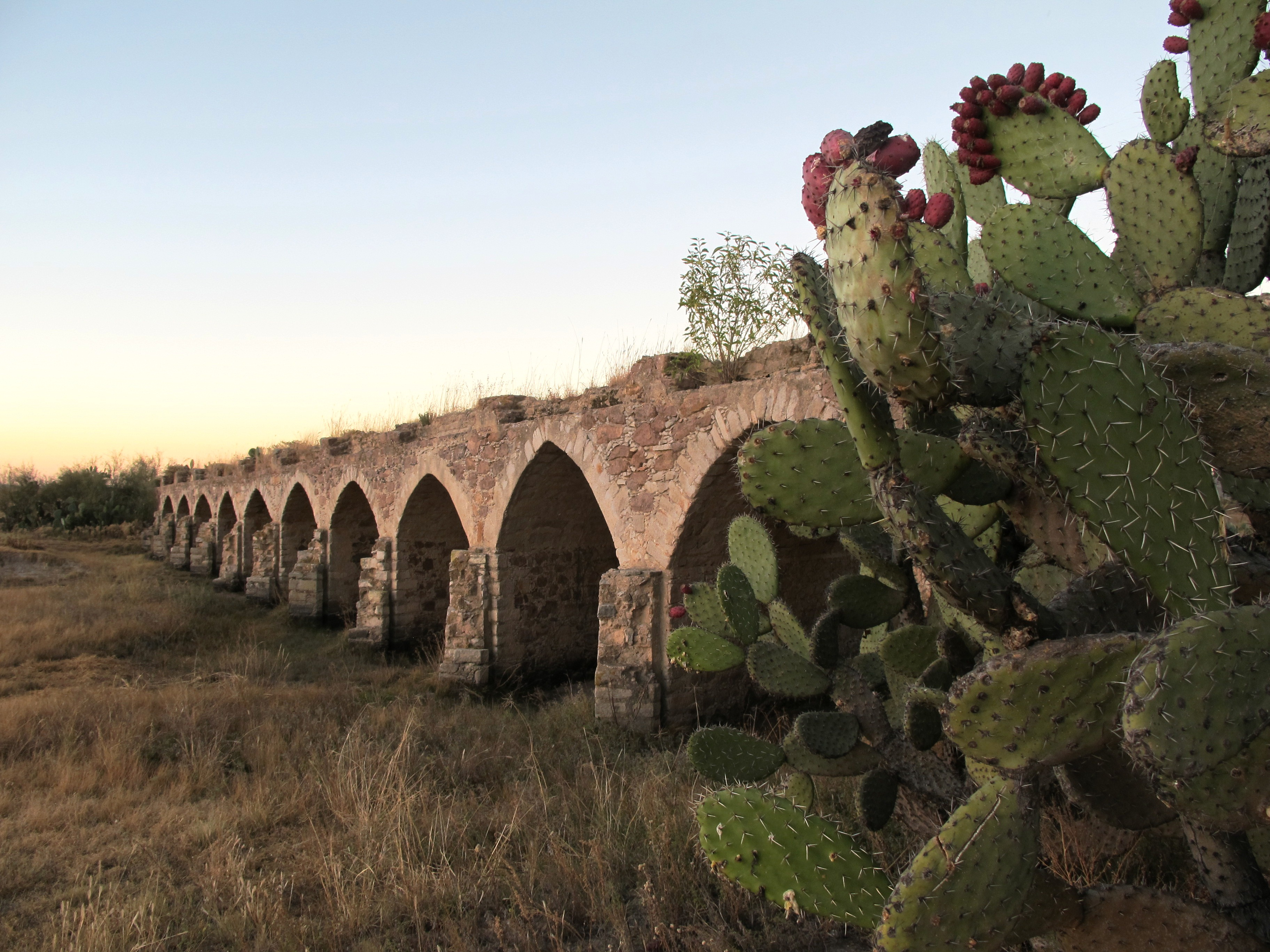
Міст Охуелос у штаті Халіско, частина шляху Каміно-Реаль-де-Тьєрра-Адентро, оголошеного ЮНЕСКО як об'єкт Світової спадщини разом із 59 іншими об'єктами на маршруті.

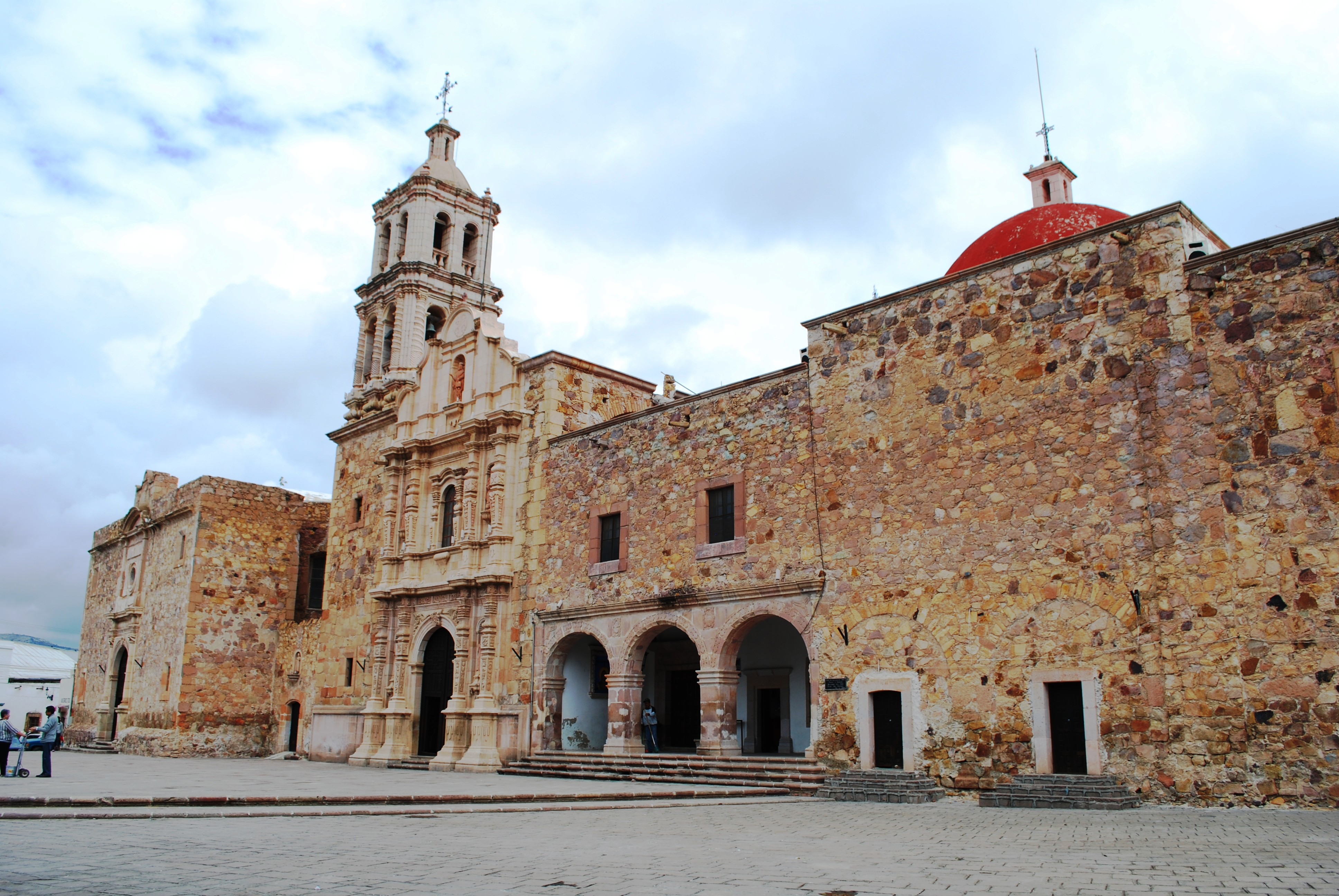
Площа Пласа-де-Сан-Франциско, де розташовані храми Ордену Терсера і Монастир Сан-Франциско, будівництво яких почалося в 1567 році, розташовані в місті Сомбререте, Сакатекас. Іспанський вплив змішаний з місцевими елементами, такими як управління рожевим кар'єром або елементи тлашкальтеків біля входу в храм.

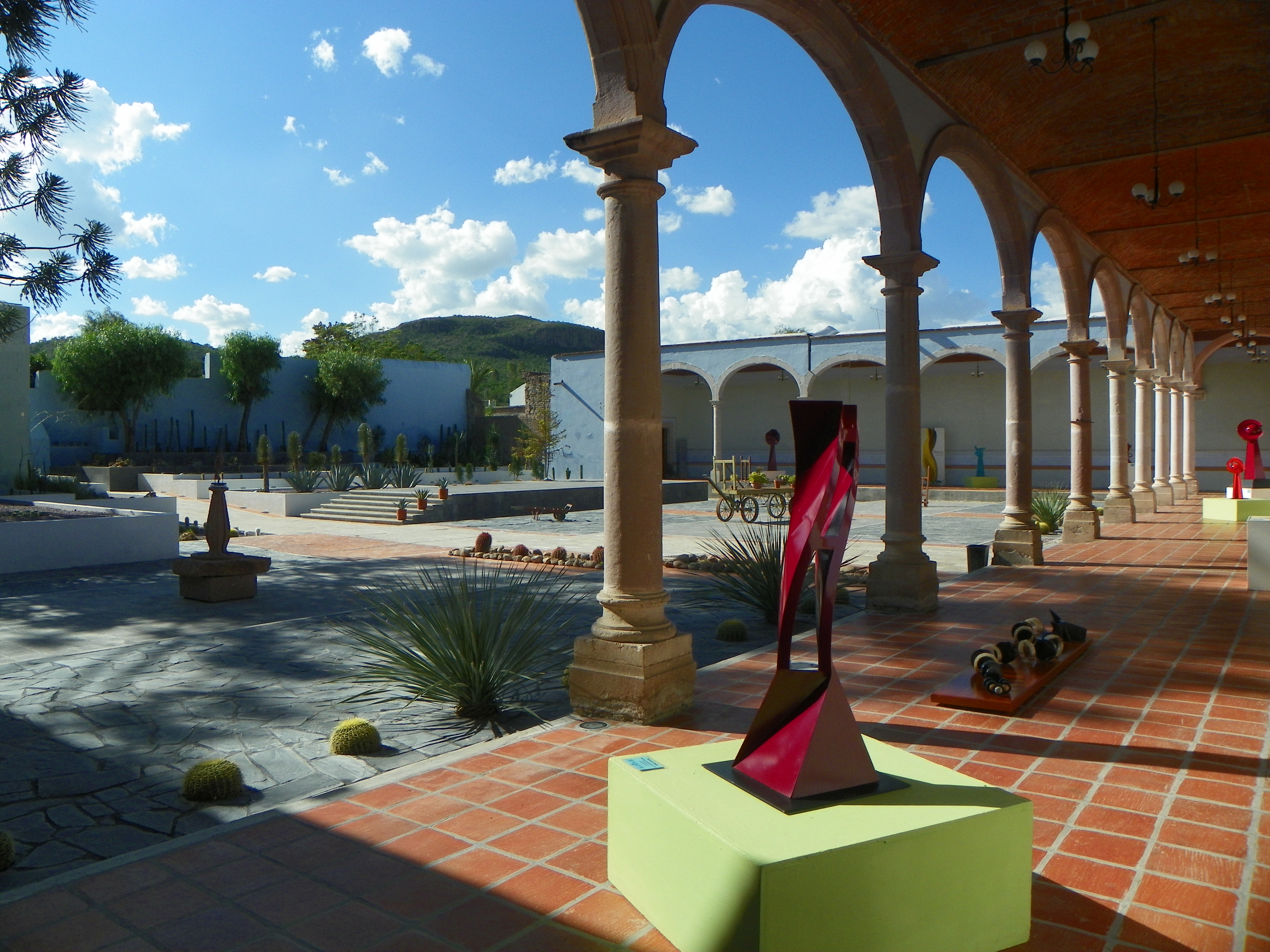
Гасьєнда-де-Сан-Блас, у місті Пабельон де Ідальго, є фазендою 16-го століття, яка зараз підтримується як Музей повстанців. Це гарний приклад сільськогосподарських гасіенд, які живили Каміно-Реаль-де-Тьєрра-Адентро.

Каміно-Реал активно використовувався як комерційний маршрут більше 300 років, з середини 16 століття до 19 століття, в основному для транспортування срібла, видобутого з північних копалень. Протягом цього часу дорогу постійно вдосконалювали, і з часом ризики зменшувалися, оскільки з'являлися фазенди та населені пункти.

### 18 століття
Протягом 18-го століття, місця вздовж Каміно-Реаль-де-Тьєрра-Адентро значно збільшилися. Територія між віллами Дуранго і Санта-Фе стала відома як «стежка чіуауа». Вілла Сан-Феліпе-ель-Реаль (сьогодні місто Чіуауа), заснована в 1709 році для підтримки навколишніх шахт, стала найважливішим комерційним центром і фінансовим районом у цьому сегменті.
Вілла Сан-Феліпе-Нері-де-Альбуркерке (сучасний Альбукерке, Нью-Мексико) була заснована в 1706 році, і вона також стала важливим терміналом. Завдяки своїй оборонній позиції на Каміно-Реаль, Вілла-де-Альбуркерке стала центром комерційного обміну між Нуево-Мехіко та рештою Нової Іспанії протягом 18 століття, торгуючи худобою, вовною, текстилем, шкурами тварин, сіллю та горіхами. Цей обмін відбувався в основному з шахтарськими містами Чіуауа, Санта-Барбара та Парраль.
Ель-Пасо-дель-Норте (сучасний Сьюдад-Хуарес) став ще одним великим терміналом на маршруті. У 1765 році населення Ель-Пасо-дель-Норте оцінювалося у 2635 жителів, що створило на той час найбільший міський центр на північному кордоні Нової Іспанії. Ель-Пасо-дель-Норте став важливим центром сільського господарства та скотарства, відомим своїми винами, бренді, оцтом і родзинками.
У 18 столітті іспанська корона дозволила організувати ярмарки вздовж Каміно-Реаль для сприяння торгівлі (хоча деякі з них уже існували деякий час раніше). Деякі з найважливіших ярмарків уздовж Каміно-Реаль включали ярмарок Сан-Хуан-де-лос-Лагос у Халіско, ярмарок Сальтільйо та ярмарок Чіуауа, які мали велике значення для купців Нової Мексики. Ярмарок Таос також був важливою щорічною подією, де команчі та юти торгували зброєю, амуніцією, кіньми, сільськогосподарськими продуктами, хутром та м'ясом з іспанцями. У той же час Іспанія зберігала монополію на продукцію своїх північних провінцій, тому торгівля з французькою колонією Луїзіана не відбувалася.
У другій половині XVIII століття північні кордони Нової Іспанії представляли фундаментальний інтерес для Іспанської імперії та її реформістської політики з метою забезпечення суверенітету Іспанії над своїми північними провінціями, геополітичного бажання яких були дуже важливі для інших європейських держав, особливо для Англії та Франції. Іспанська корона докладала зусиль, щоб залучити тубільців до соціального та економічного добробуту своїх провінцій і дати їм підстави брати участь у захисті іспанського кордону.
Таким чином, капітан Ніколас де Лафора (призначений тодішнім маркізом де Рубі) дає опис кордону Нової Іспанії у своїй «Viaje a los presidios internos de la América septentrional» — продукті експедиції, що відбулася між 1766 і 1768 роками. Ця експедиція була частиною більшої комісії з питань оборони та військового потенціалу, довіреної іспанською короною маркізу Рубі, щоб оцінити тактичне розташування президіосів, перевірити готовність військ, переглянути військові правила та запропонувати, що можна зробити для зміцнення уряд і захист держави. Виходячи з його огляду, маркіз запропонував лінію президіос уздовж північного кордону Нової Іспанії, яка має бути встановлена від Мексиканської затоки до Каліфорнійської затоки, щоб захистити себе від ютів, апачів, команчів і навахо. Дон Хосе де Гальвес, спеціальний комісар Нової Іспанії при Карлі III, підвищив «Comandancia General de las Provincias Internas» («Генеральний командувач внутрішніми провінціями») для північних провінцій Нової Іспанії. Однак він також визнав, що тривалу війну з тубільцями буде неможливо виграти чи підтримувати через брак військових ресурсів у регіоні. З такою думкою він сам сприяв встановленню міцного миру в провінціях і більшій комерційній присутності в 1779 році.
У 1786 році племінник Хосе де Гальвеса, Бернардо де Гальвес, віцекороль Нової Іспанії, опублікував свої «Інструкції», які містили три стратегії боротьби з тубільцями: продовження військового тиску на ворожі та неприєднані племена. Прагнення нами; і сприяння економічній залежності від тих тубільців, які уклали мирні договори з іспанською короною.
В останнє десятиліття 18 століття між іспанцями та племенами апачів було досягнуто нестійкого миру в результаті вищезгаданих адміністративних і стратегічних змін. Як наслідок, торгівля вздовж Каміно-Реаль значно розширилася з продуктами з усього світу, включаючи товари з інших провінцій Нової Іспанії, які привозилися суходолом; європейські продукти, які привозив іспанський флот; і навіть ті, що прибули з манільського галеона, який щорічно прибував до Акапулько із західної частини Тихого океану. Наприклад, для цього часу найбільш типовими продуктами, які продавали торговці в місті Парраль уздовж «Стежки Чіуауа», були: Platoncillos з Мічоакана; глечики з Cuautitlán, штат Мексика; майоліка зі штату Пуебла; порцеляновий мотлох з Китаю; і глиняні вироби з Гвадалахари.

### 19 століття
XIX століття принесло багато змін як Мексиці, так і її північному кордону. Від наполеонівських війн до початку війни за незалежність Мексики колоніальний уряд був нестабільним і намагався продовжувати надсилати ресурси до північних провінцій. Ця порожнеча призвела до створення альтернативних постачальників і шляхів постачання в ці провінції. У 1807 році американський торговець і військовий агент Зевулон Пайк був відправлений досліджувати південно-західні кордони між США та Новою Іспанією з наміром знайти шлях, який би привів американську торгівлю до Нуево-Мехіко та Нуева-Віскайя (Чіуауа). Пайк був схоплений 26 лютого 1807 року іспанською владою на півночі Нуево-Мехіко, яка відправила його на Каміно-Реаль до міста Чіуауа для допиту. Поки Пайк був у цьому місті, він отримав доступ до кількох карт Мексики та дізнався про невдоволення іспанським пануванням.
У 1821 році після 11 років боротьби Мексика здобула незалежність від Іспанії. У цей період Каміно Реал зберігав важливу роль, оскільки мандрівники доносили повідомлення про події, що відбувалися в центрі країни, до міст і сіл внутрішніх провінцій. Під час Війни за незалежність Мексики Каміно Реал використовували обидві сили, повстанці та королівські сили. Наприклад, після того, як визволитель Мігель Ідальго-і-Костілья розпочав війну за незалежність, він скористався дорогою, щоб відступити від битви на мосту Кальдерон, що велася на берегах річки Кальдерон 60 км (37 mi) на схід від Гвадалахари в сучасному Сапотланехо, Халіско, на північ, зрештою прибувши до колодязів Бахана в Коауїла, де він був схоплений і страчений королівськими силами.

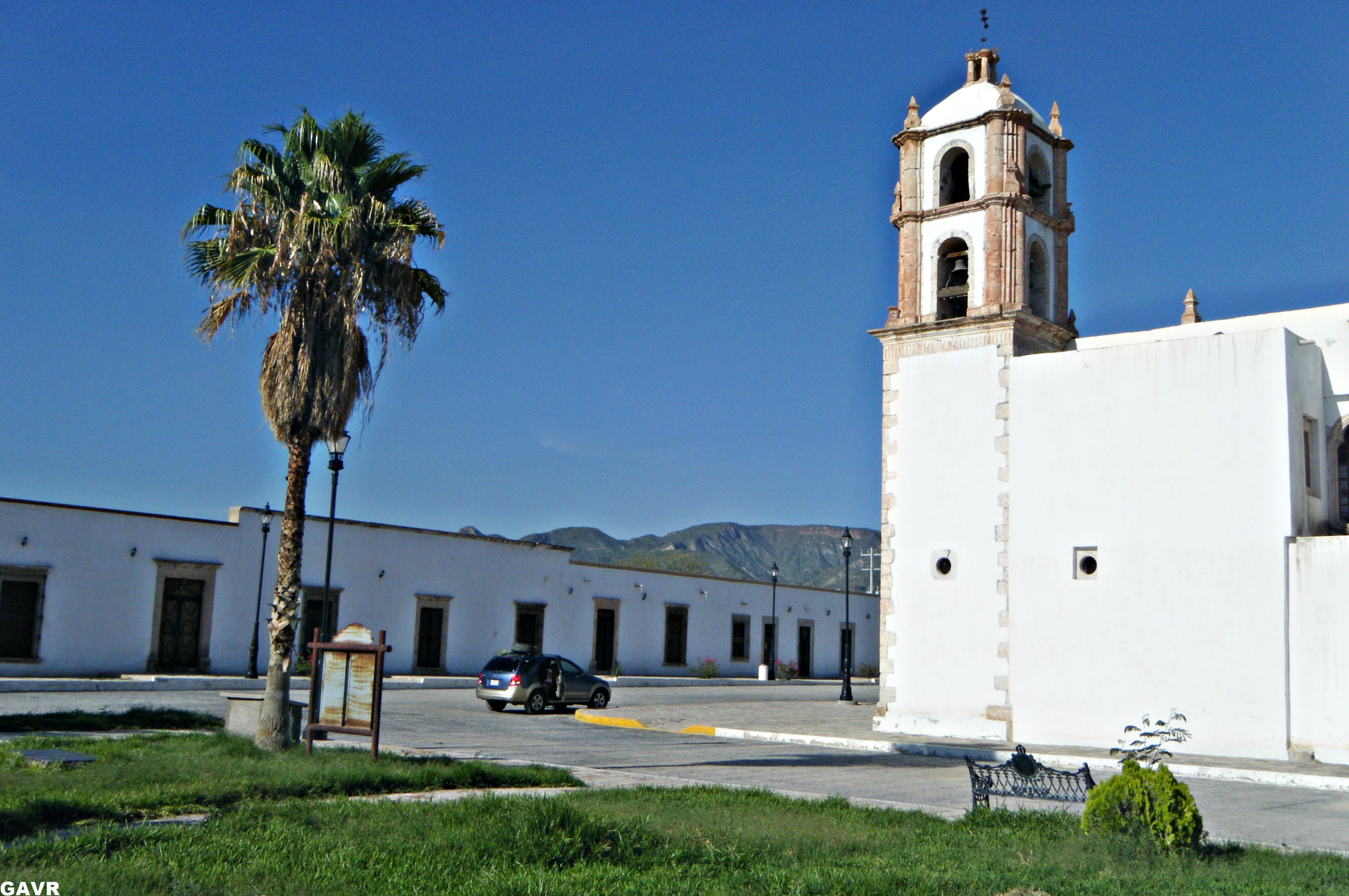
Храм Божої Матері Притулку розташований у Асьєнда Ла Педріченья, у теперішній громаді Куатільйо, в муніципалітеті Куенкаме, Дуранго. У цій фазенді можна знайти барокові картини та кілька особняків, які слугували для управління майном. Каплиця фазенди була побудована у 18 столітті. «Крик Долорес», який щороку відзначається в Мексиці 15 вересня, щоб згадати заклик Мігеля Ідальго до незалежності, був організований на цій фазенді президентом Беніто Хуаресом у 1864 році.

Між 1821 і 1822 роками, після закінчення війни за незалежність Мексики, була заснована дорога Санта-Фе, щоб з'єднати територію Міссурі США із Санта-Фе. Спочатку американських торговців заарештовували й ув'язнювали за ввезення контрабанди на територію Мексики; однак зростаюча економічна криза на півночі Мексики спричинила підвищення толерантності до цього виду торгівлі. Насправді дорога Санта-Фе (Sendero de Santa Fe) забезпечувала необхідні ринки для місцевих продуктів (таких як бавовна) і промислових виробів із Нью-Мексико, тому жителі Нової Мексики прихильно дивилися на цей новий торговий шлях. До 1827 року між Міссурі, Нью-Мексико та Чіуауа встановилися прибуткові та комерційні зв'язки.
У 1846 році суперечка щодо кордону між Техасом і Мексикою привела до подальшого вторгнення американських військ і почалася мексикансько-американська війна. Однією з цих сил командував генерал Стівен Карні, який подорожував стежкою Санта-Фе, щоб захопити столицю Нью-Мексико. Інші сили під командуванням полковника Олександра Вільяма Доніфана завдали поразки невеликій групі мексиканських контингентів на Каміно-Реаль в районі Лос-Бразітос на південь від того, що зараз є Лас-Крусес, Нью-Мексико. Сили Доніфана продовжили захоплення Ель-Пасо-дель-Норте, а згодом і міста Чіуауа. У 1846—1847 роках дорога Каміно-Реаль-де-Тьєрра-Адентро стала постійною дорогою, американські війська використовували її для подорожей у глиб Мексики. Під час своєї подорожі багато американських мандрівників вели щоденники та писали додому про те, що вони побачили під час подорожі. Один із солдатів надав приблизну кількість населення кількох міст уздовж Каміно, зокрема: Альгодонес, Нью-Мексико, з 1000 мешканців; Берналільо з 500; Sandía Pueblo з 300 до 400, Альбукерке без оціночної кількості, але збереглося на відстані семи чи восьми миль уздовж Ріо-Гранде; Rancho de los Placeres з 200 або 300; Томе з 2000; Сокорро, описаний як «значне місто»; Пасо-дель-Норте з 5000 до 6000 і Каррізал, Чіуауа, з 400 жителями. Солдати навіть записували продукти, ціни та тварин, яких вони зустрічали під час подорожей.
Після підписання договору Гваделупе-Ідальго в лютому 1848 року війна офіційно завершилася, Мексика поступилася більшою частиною своїх північних територій США, включаючи частини нинішніх американських штатів Нью-Мексико, Колорадо, Аризона та всю Каліфорнію, Невада і Юта.

## Використання назви

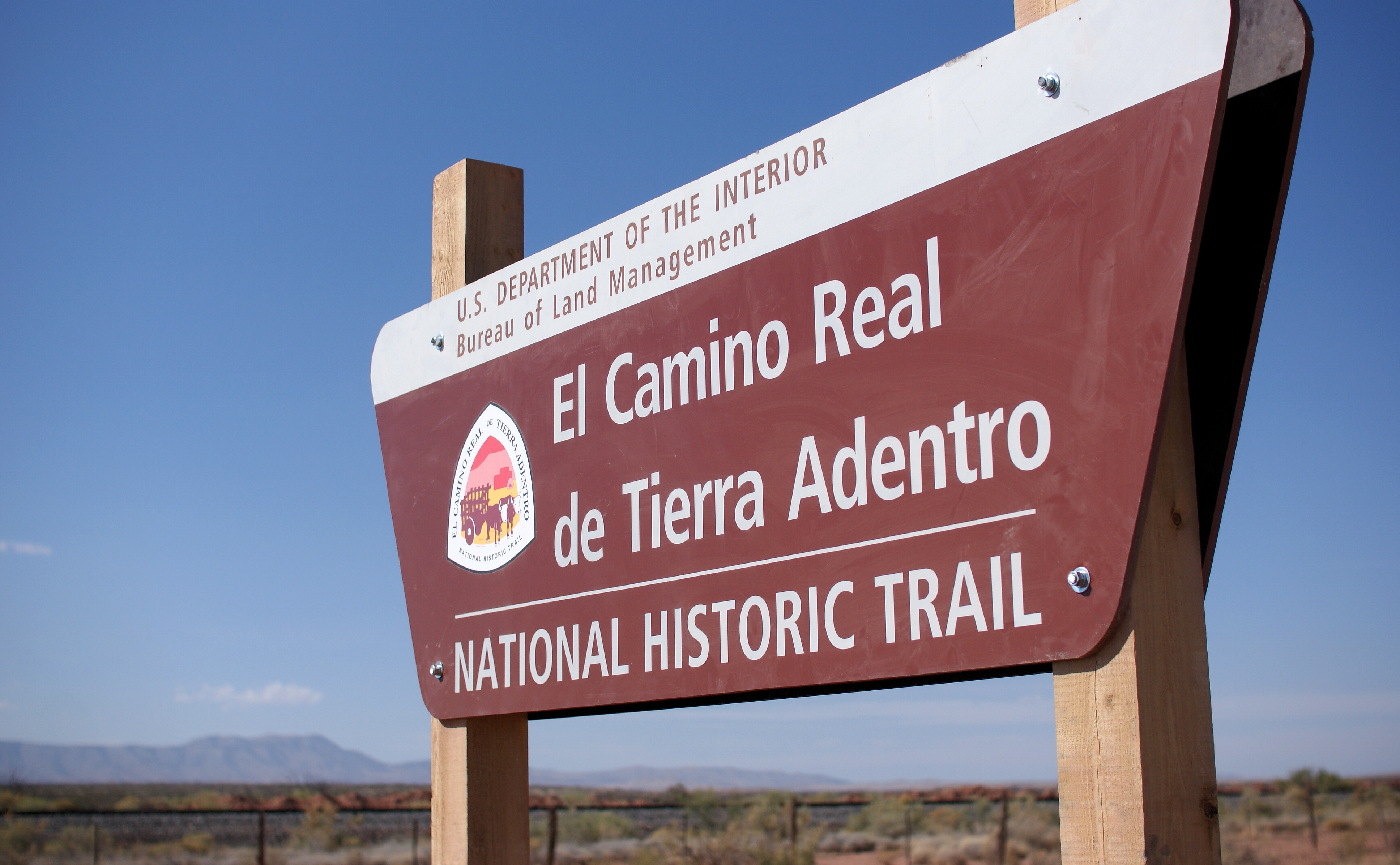
Ділянка дороги, що проходить територією США, загалом 646 km було оголошено Національною історичною стежкою в жовтні 2000 року

Ця назва іноді викликає плутанину, оскільки за часів віцекоролівства Нової Іспанії всі дороги, якими можна було проїхати кіньми та возами, називалися «Camino Real», і значна кількість доріг у віцекоролівстві мали це позначення. Так само всі внутрішні території за межами Мехіко колись називалися «Tierra Adentro», особливо північні частини Королівства. Ось чому ділянку дороги між Сантьяго-де-Керетаро та Сальтільйо також називали «La Puerta de Tierra Adentro» («Двері Tierra Adentro»). Історично по всій Новій Іспанії було кілька позначених «Caminos Reales de Tierra Adentro», мабуть, другим за значенням після дороги до Санта-Фе є той, що вів із Сальтільо, Коауїла, до провінції Техас.

## Світова спадщина

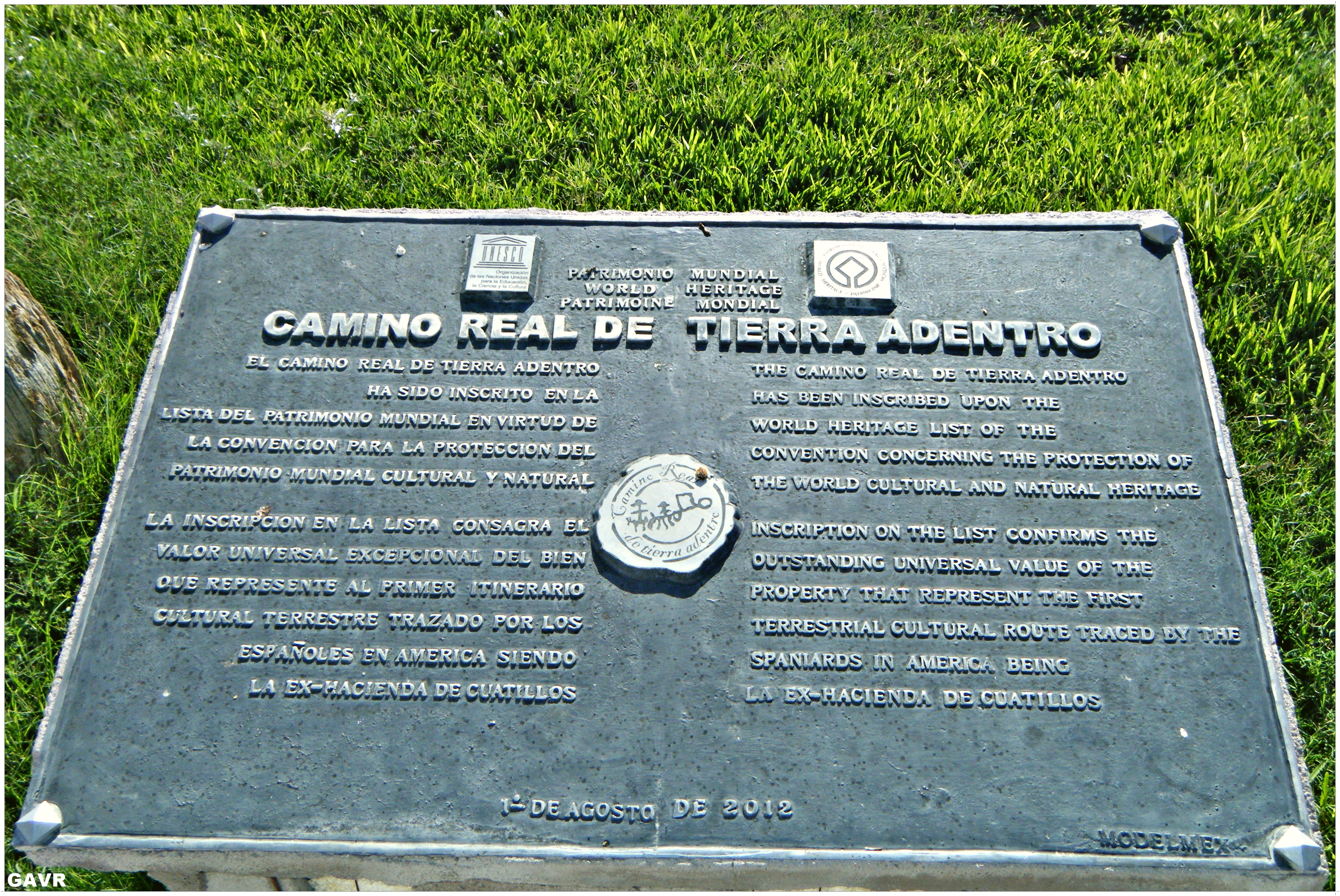
Табличка, присуджена ЮНЕСКО визнаним місцям ділянки дороги, що проходить через територію Мексики

Ділянка дороги, що пролягає через Мексику, була номінована до Списку світової спадщини ЮНЕСКО в листопаді 2001 року відповідно до культурних критеріїв (i) і (ii), які посилалися на i) «Репрезентує шедевр творчого генія людини»; і ii) «Як виявлення значного обміну впливами протягом певного періоду або в певній культурній зоні в розвитку архітектури чи технології, монументального мистецтва, міського планування чи ландшафтного дизайну». Критерії (iv) «Надання видатного зразка типу будівлі, архітектурного, технологічного чи ландшафтного, який ілюструє значний етап історії людства» було додано у 2010 році. 1 серпня 2010 року ЮНЕСКО внесло цю дорогу в список Світової спадщини. Позначення визначило основну зону площею 3102 га з буферною зоною площею 268 057 га, розподілених між 60 історичними об'єктами.
ЮНЕСКО визначила / визнала 60 об'єктів уздовж дороги у своїй декларації дороги як об'єкт Світової спадщини. П'ять із них (Мехіко, Керетаро, Гуанахуато, Сан-Мігель-де-Альєнде та Сакатекас) були окремо визнані в минулому. Оригінальний історичний маршрут не зовсім збігається з маршрутом, визначеним ЮНЕСКО, оскільки в декларації ЮНЕСКО пропущено кілька ділянок, таких як частина, яка пролягала на північ від Вальє-де-Альєнде в Чіуауа, і частина, яка проходила через Асьєнда де Сан-Дієго дель Джарал де Берріо в Гуанахуато, а також частина в Сполучених Штатах. З цієї причини на майбутнє запропоновано можливе розширення декларації. Національний інститут антропології та історії проводить дослідження, щоб знайти та зібрати докази щодо додаткових частин і місць оригінальних ділянок історичної дороги, таких як мости, тротуари, фазенди тощо, які можуть бути додані до оригінального статусу ЮНЕСКО.

### Заявлені місця

#### Мехіко та штат Мехіко
1351—000: Історичний центр Мехіко.

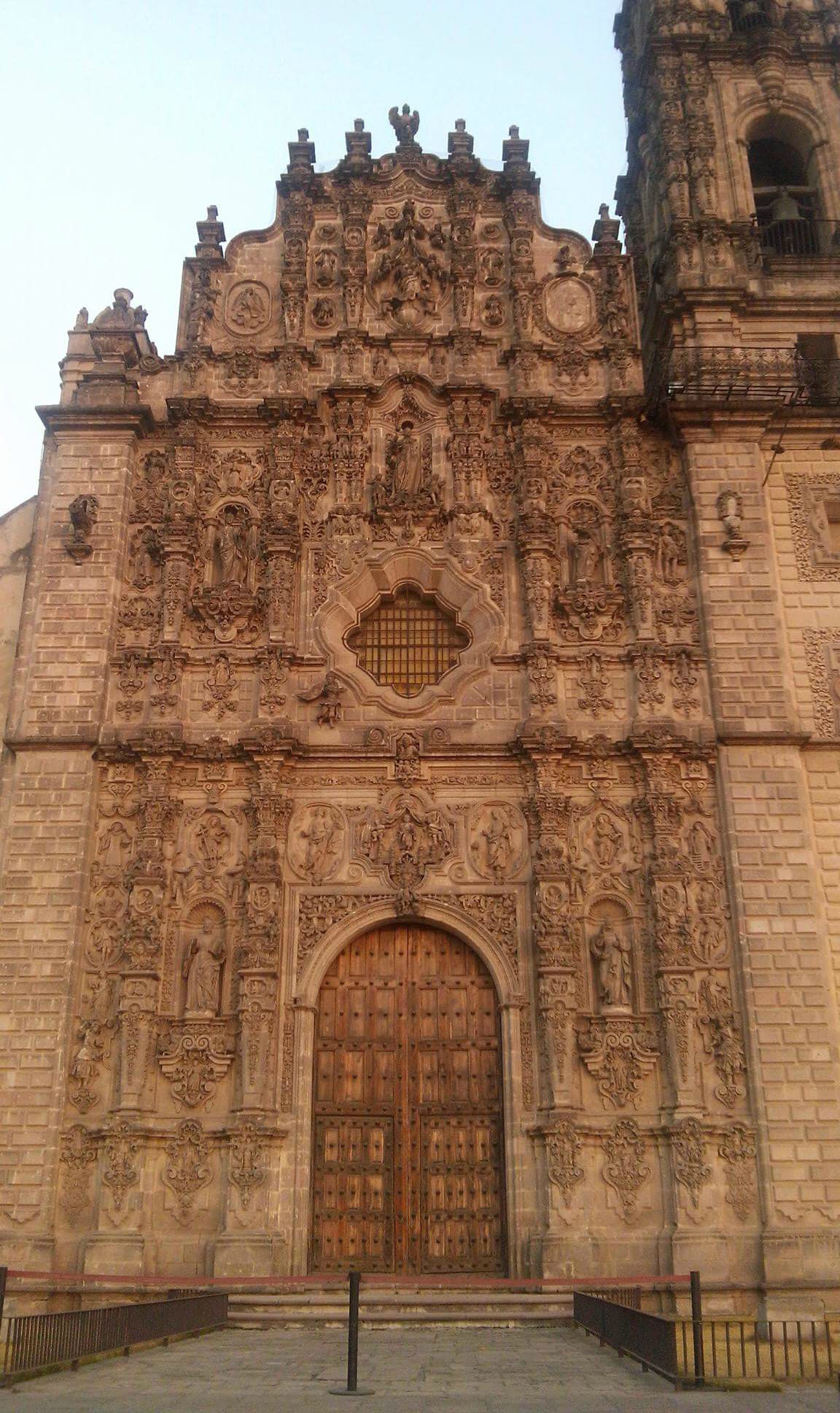
Старий коледж Сан-Франциско Хав'єра в Тепоцотлані, лютий 2018 р.

1351-001: Старий коледж Темпло де Сан-Франциско Хав'єр (Тепоцотлан) у Тепоцотлані.

1351-002: Акулько де Еспіноса.

1351-003: Міст Атонго.1351-004: Ділянка Каміно Реаль між Акулько де Еспіноса та Сан-Хуан-дель-Ріо.

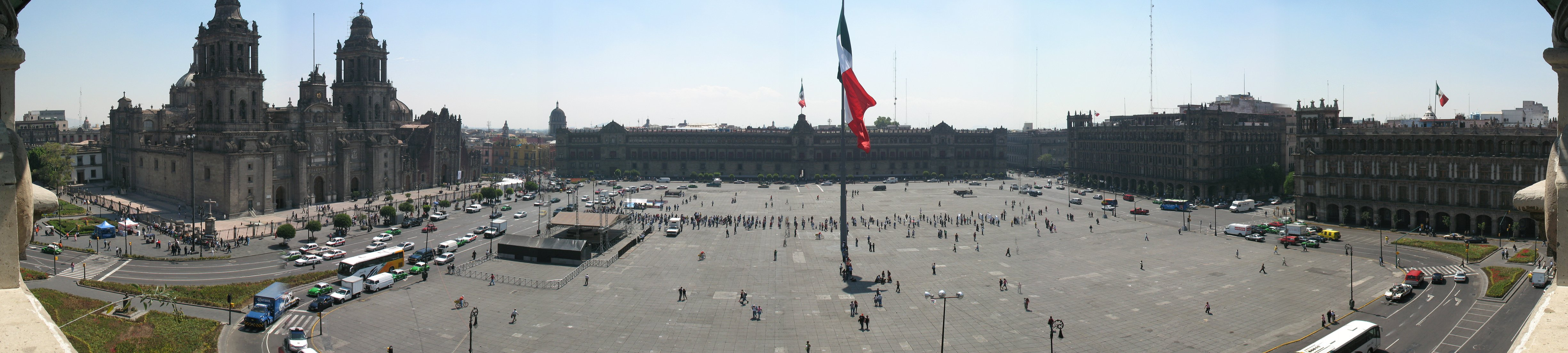
Панорама площі Пласа-дель-Сокало з Національним палацом у передній частині та оточена столичним собором, колишньою мерією та її будівлею-близнюком.

#### Штат Ідальго
1351—005: Храм і колишній монастир Сан-Франциско в Тепехі-дель-Ріо-де-Окампо та міст.

1351-006: Ділянка Каміно Реаль між мостом Ла Кольмена та Асьєнда де Ла Каньяда.

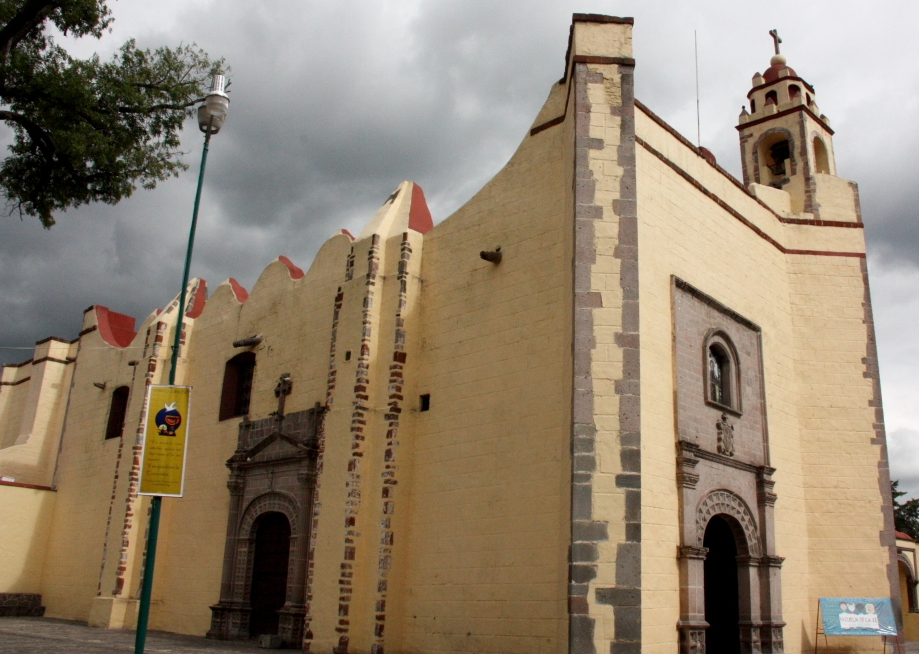
Храм і колишній монастир Сан-Франциско в Тепехі-дель-Ріо-де-Окампо
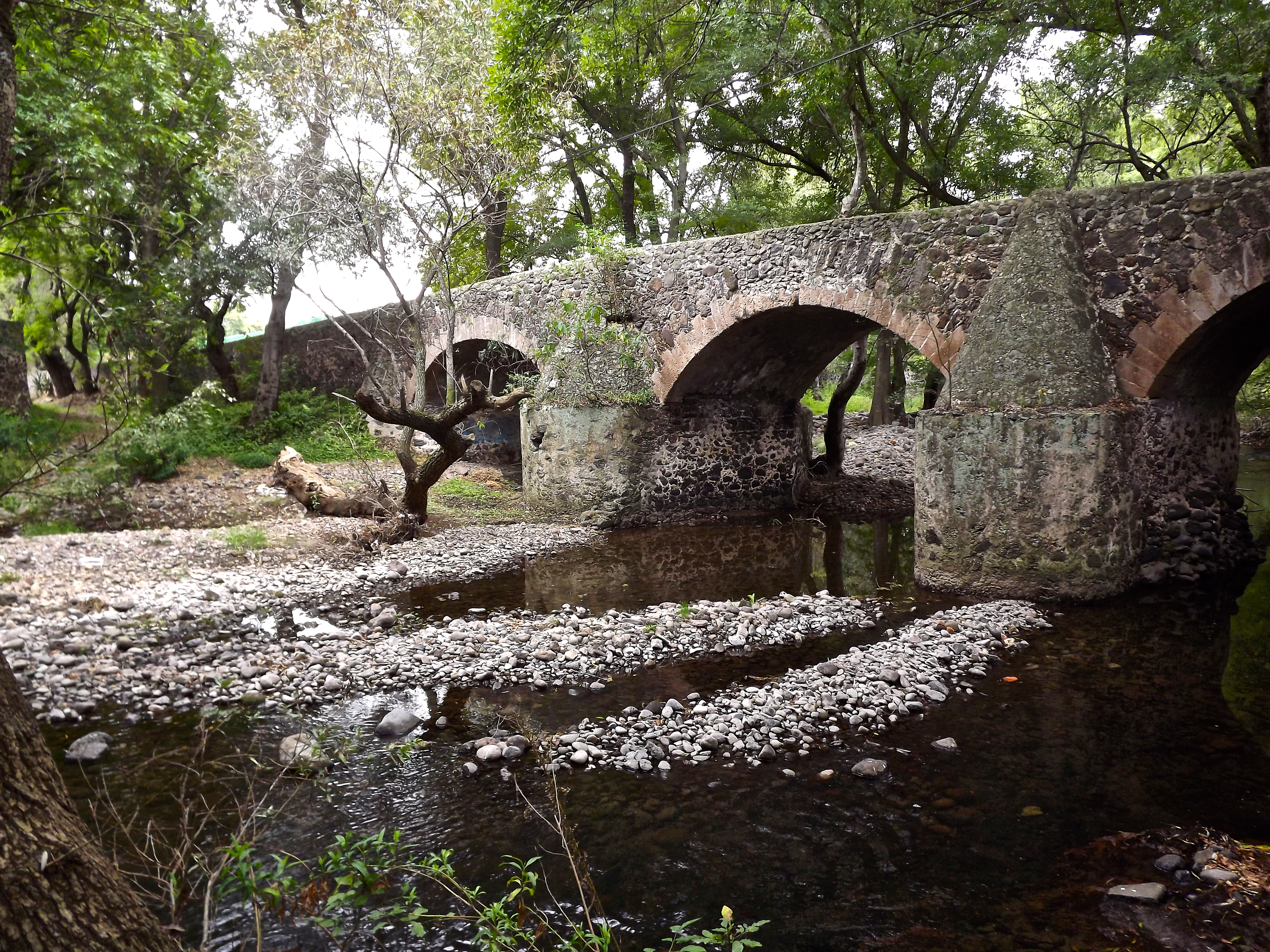
Міст Тлаутла.

#### Штат Керетаро
1351—007: Історичний центр Сан-Хуан-дель-Ріо.

1351-008: Асьєнда де Чічімекільяс.

1351-009: Каплиця фазенди де Буенавіста.

1351-010: Історичний центр Сантьяго-де-Керетаро.

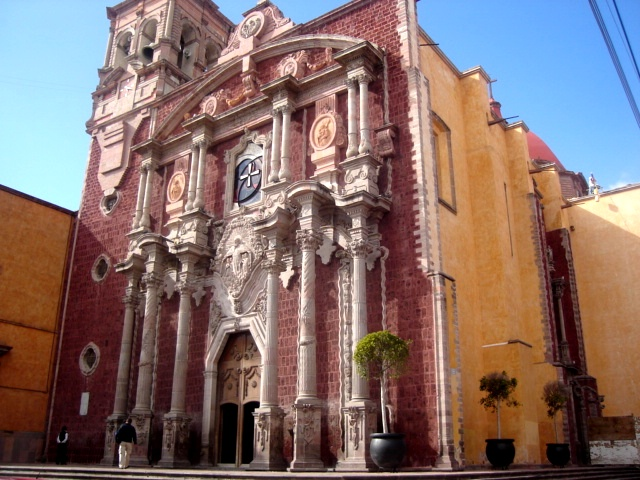
Собор Керетаро.
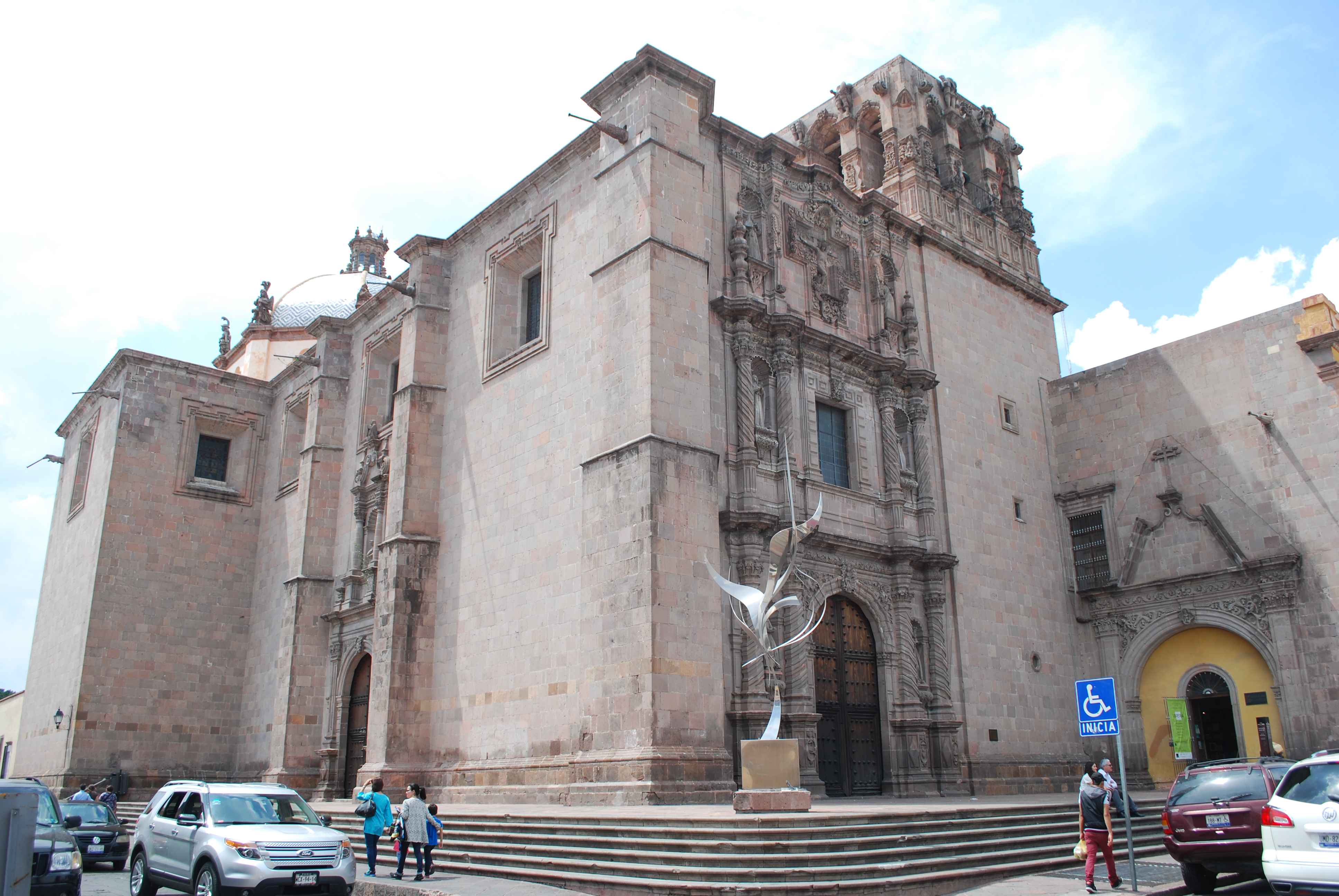
Храм і колишній монастир Сан-Агустін у Керетаро.
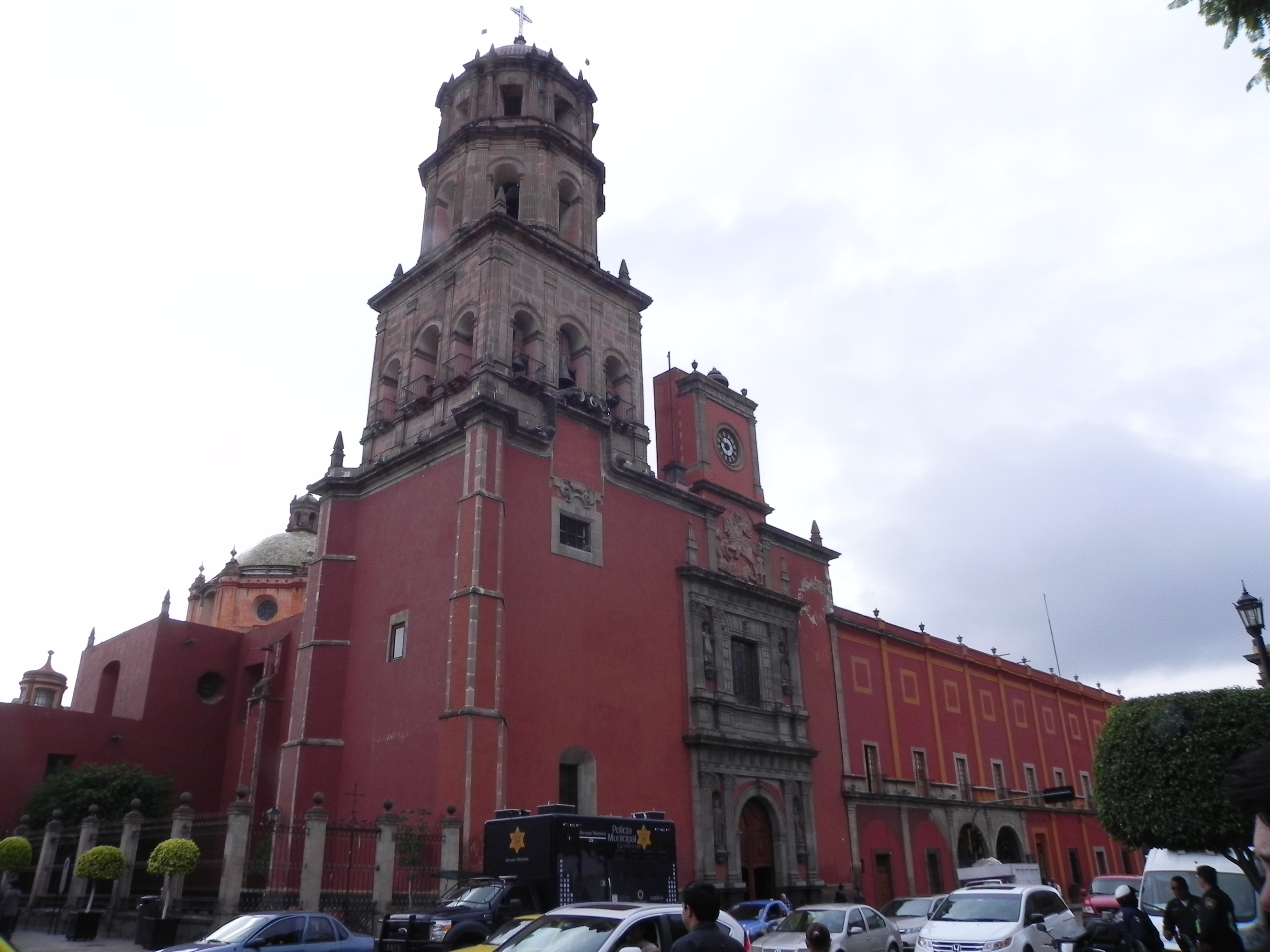
Храм і колишній монастир Сан-Франциско-де-Асіс у Керетаро.
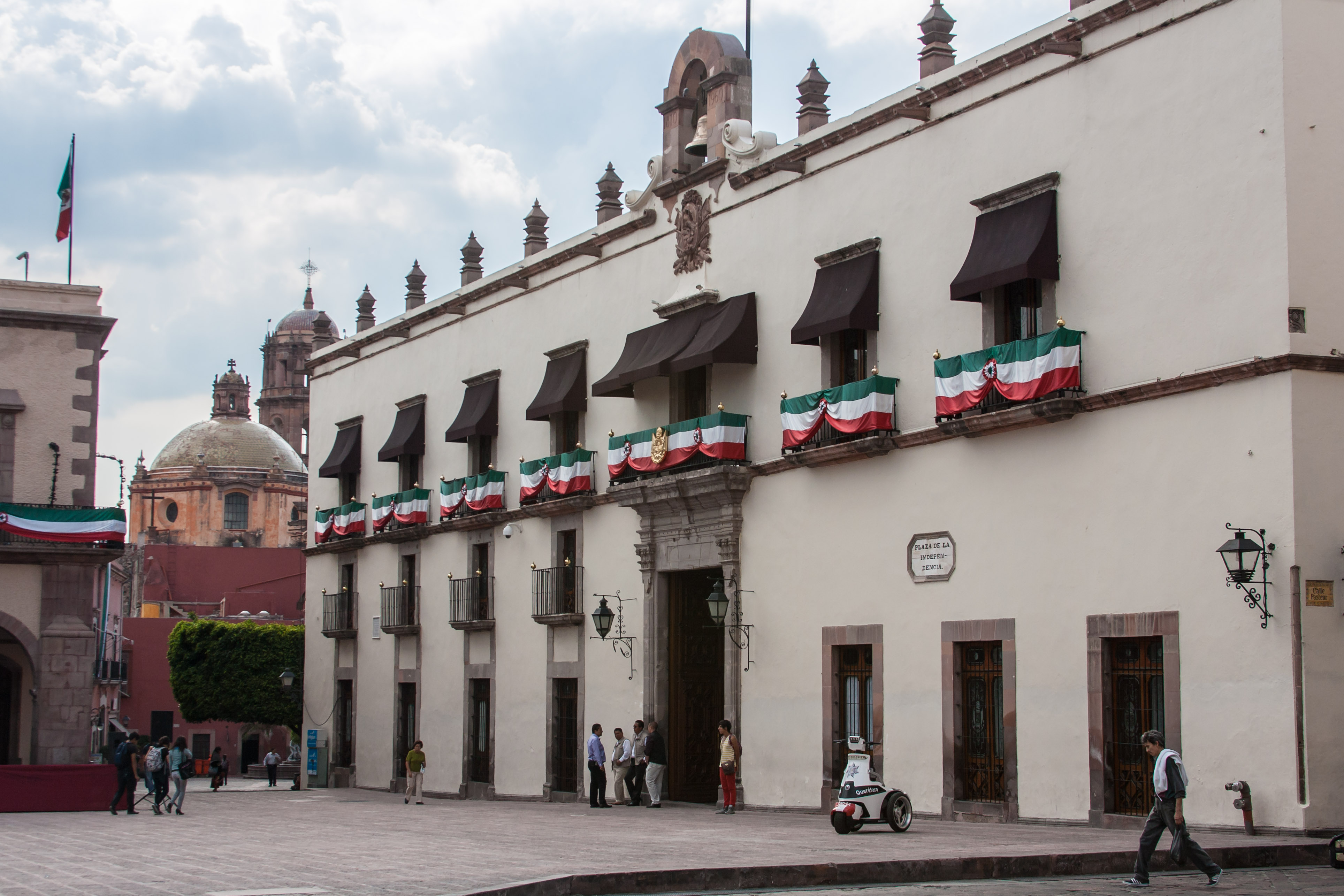
Каса-де-ла-Корехідора у Керетаро.
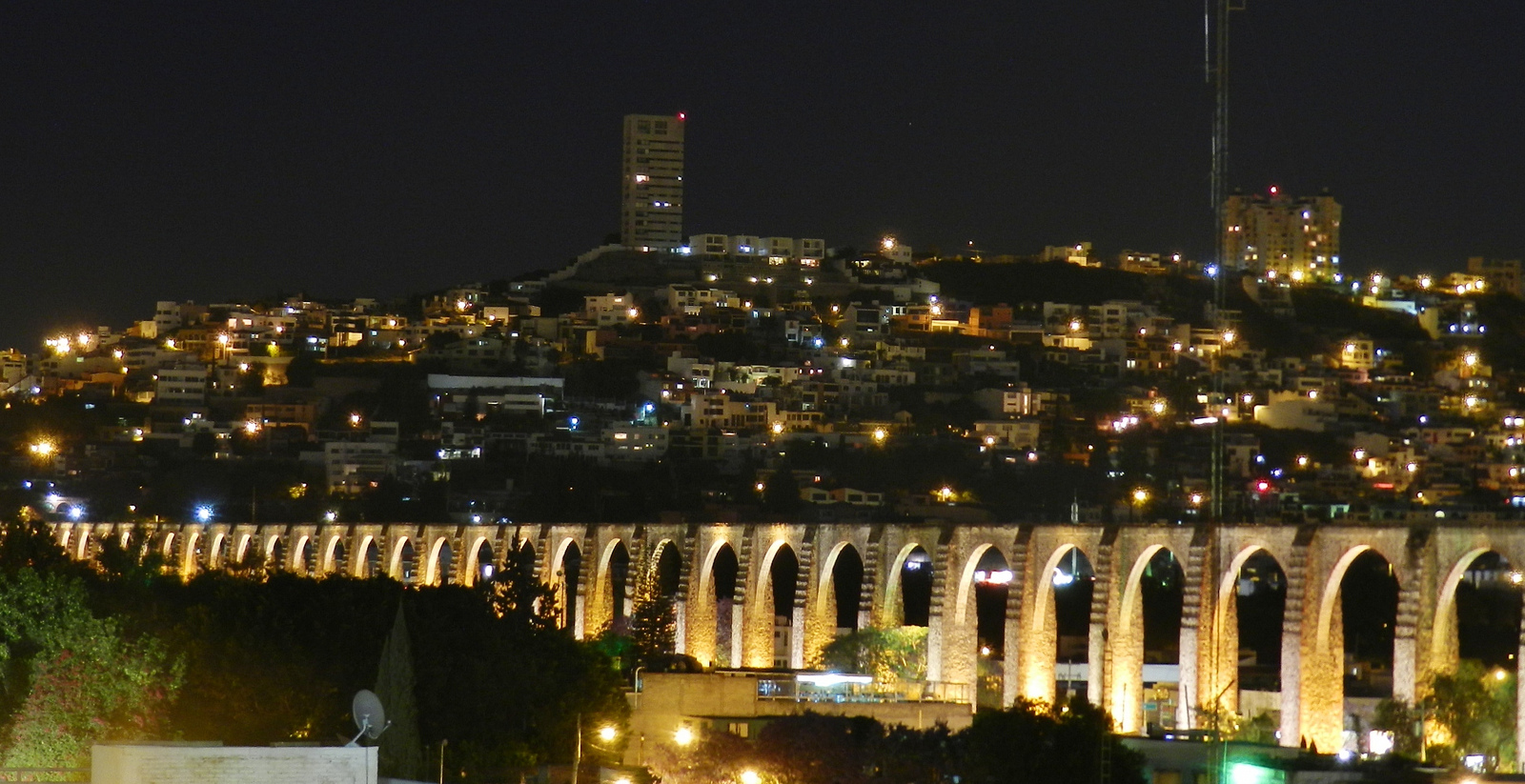
Акведук Керетаро.
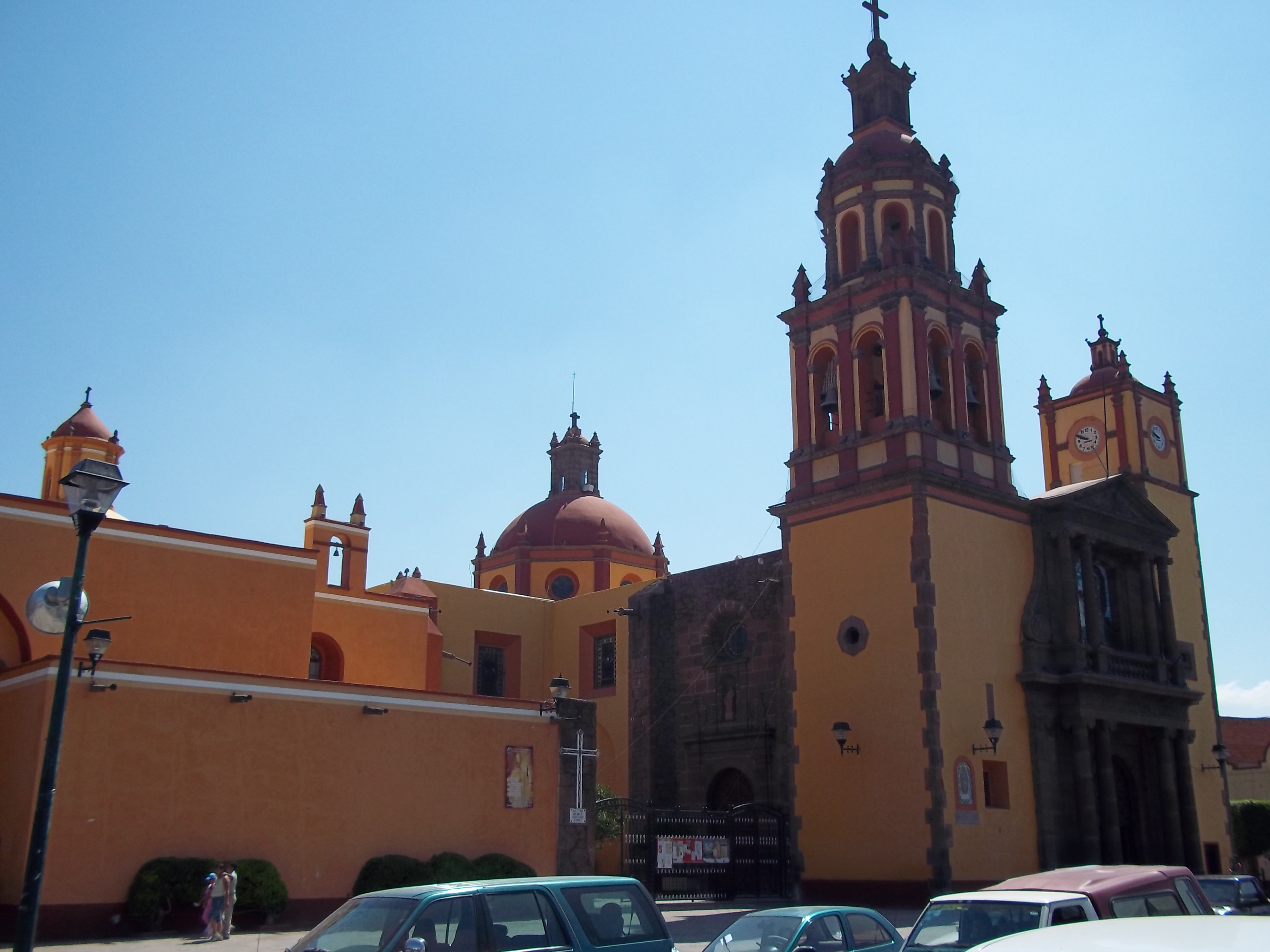
Каплиця Богоматері Гваделупської у Сан-Хуан-дель-Ріо.
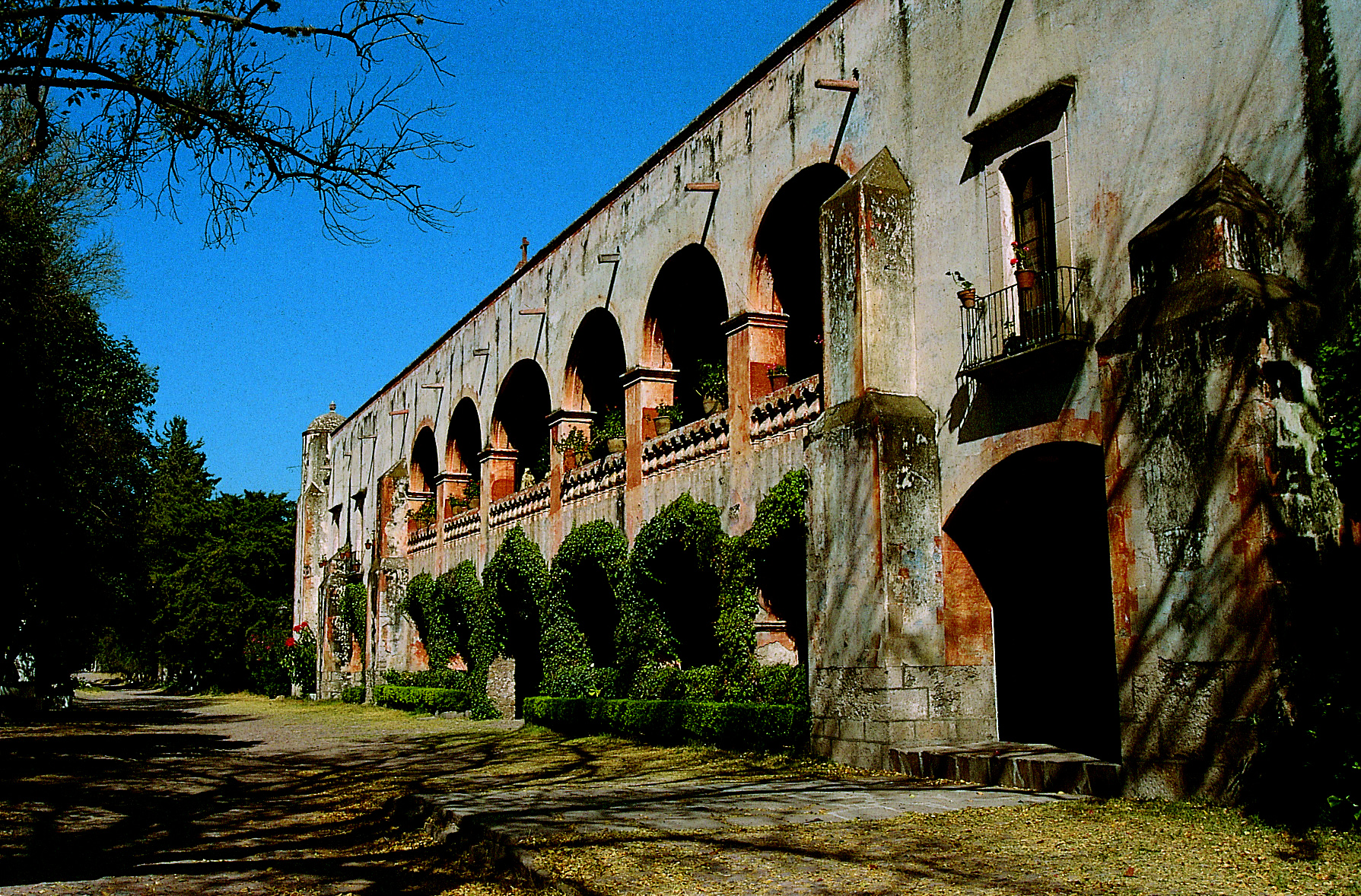
Асьєнда де Чічімекільяс, муніципалітет Ель Маркес.

#### Штат Гуанахуато
1351—011: Міст Ель-Фрайле.

1351-012: Лікарня Антігуо-Реал де Сан-Хуан-де-Діос у Сан-Міґель-де-Альєнде.

1351-013: Міст Сан-Рафаель в Гуанахуато.

1351-014: Міст Ла Кемада.

1351-015: Святилище Хесус-Насарено-де-Атотонілко в муніципалітеті Сан-Мігель-де-Альєнде.

1351-016: Історичний центр Гуанахуато та прилеглі до нього шахти.

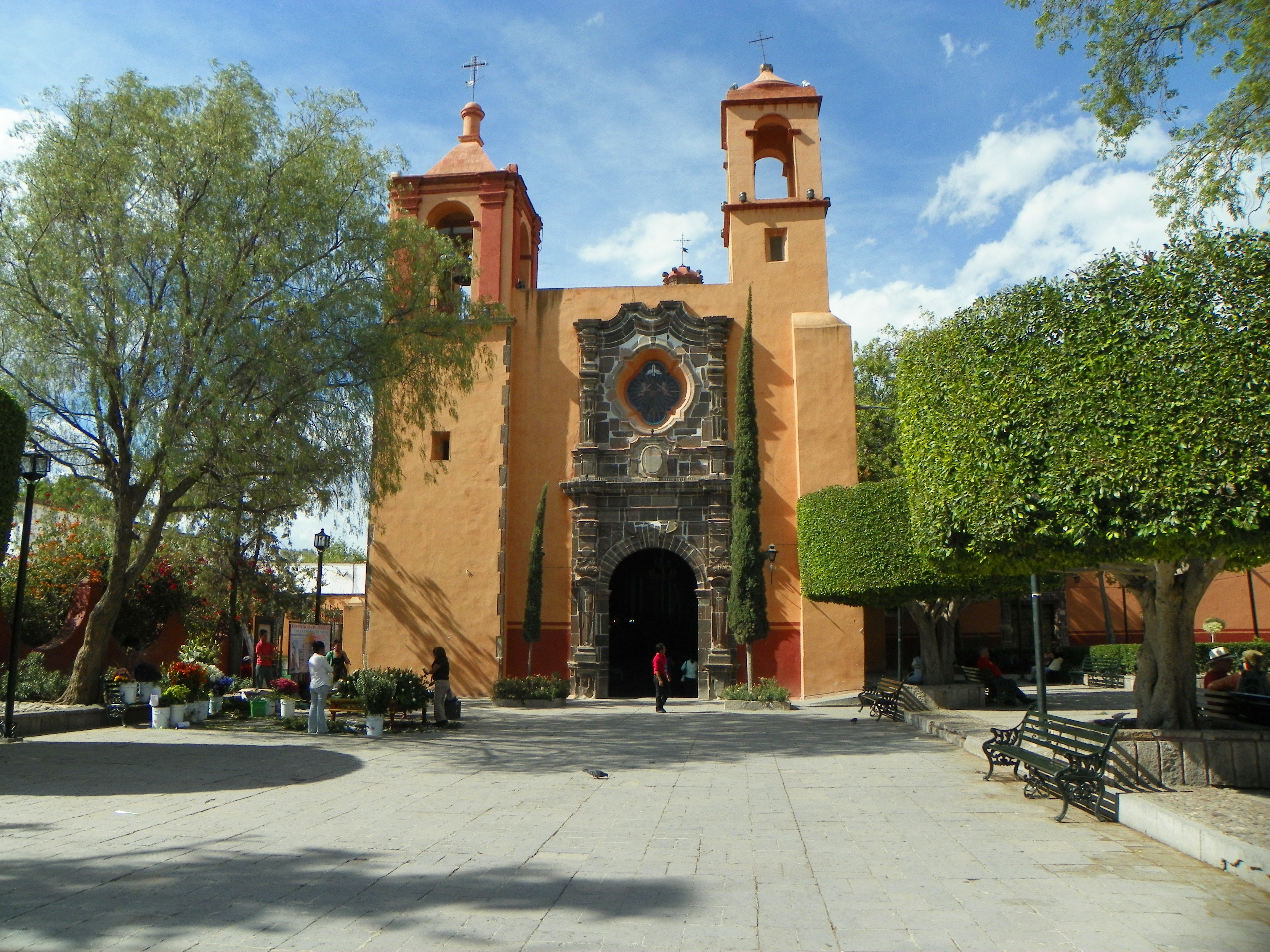
Лікарня Антігуо-Реал де Сан-Хуан-де-Діос.
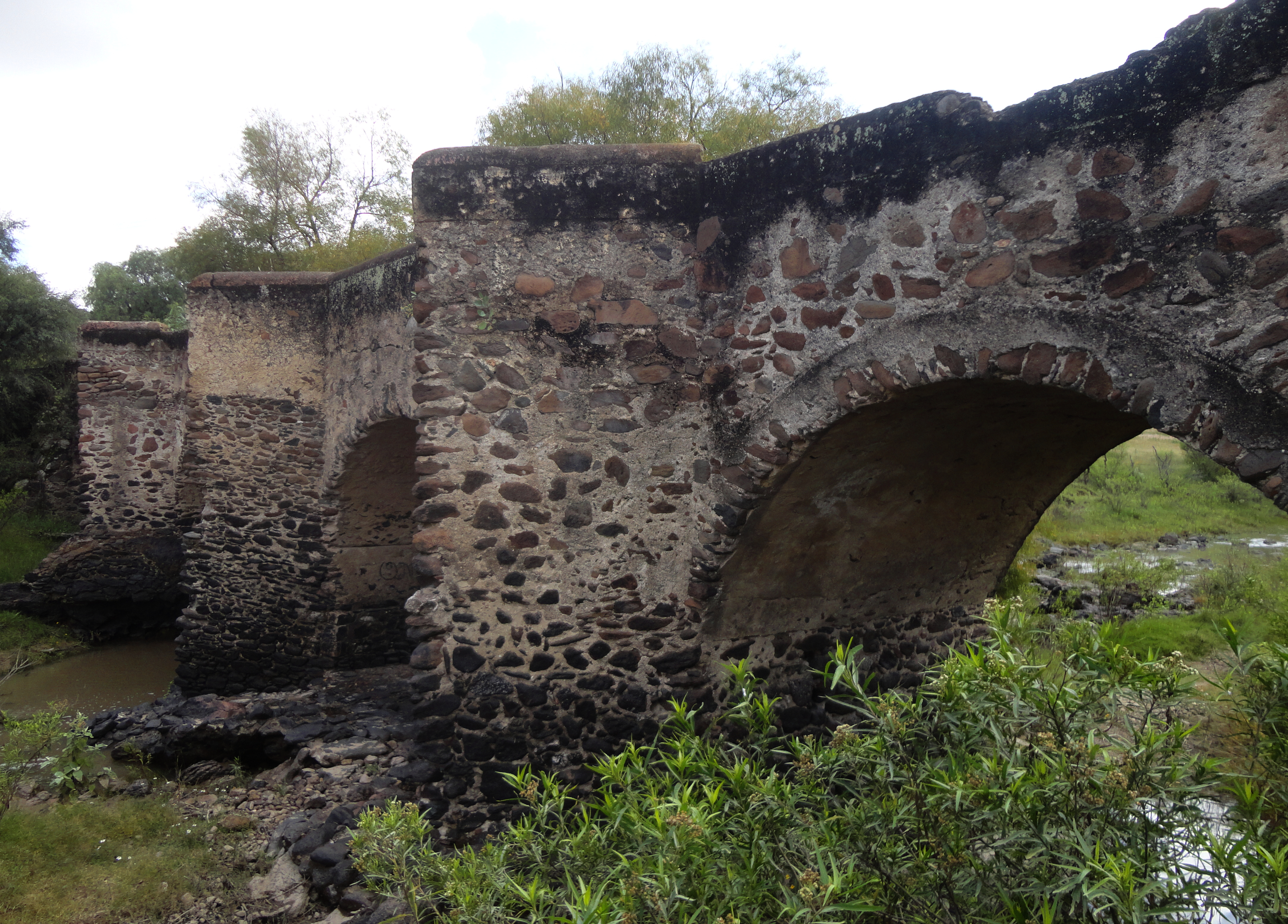
Міст Ла Кемада.
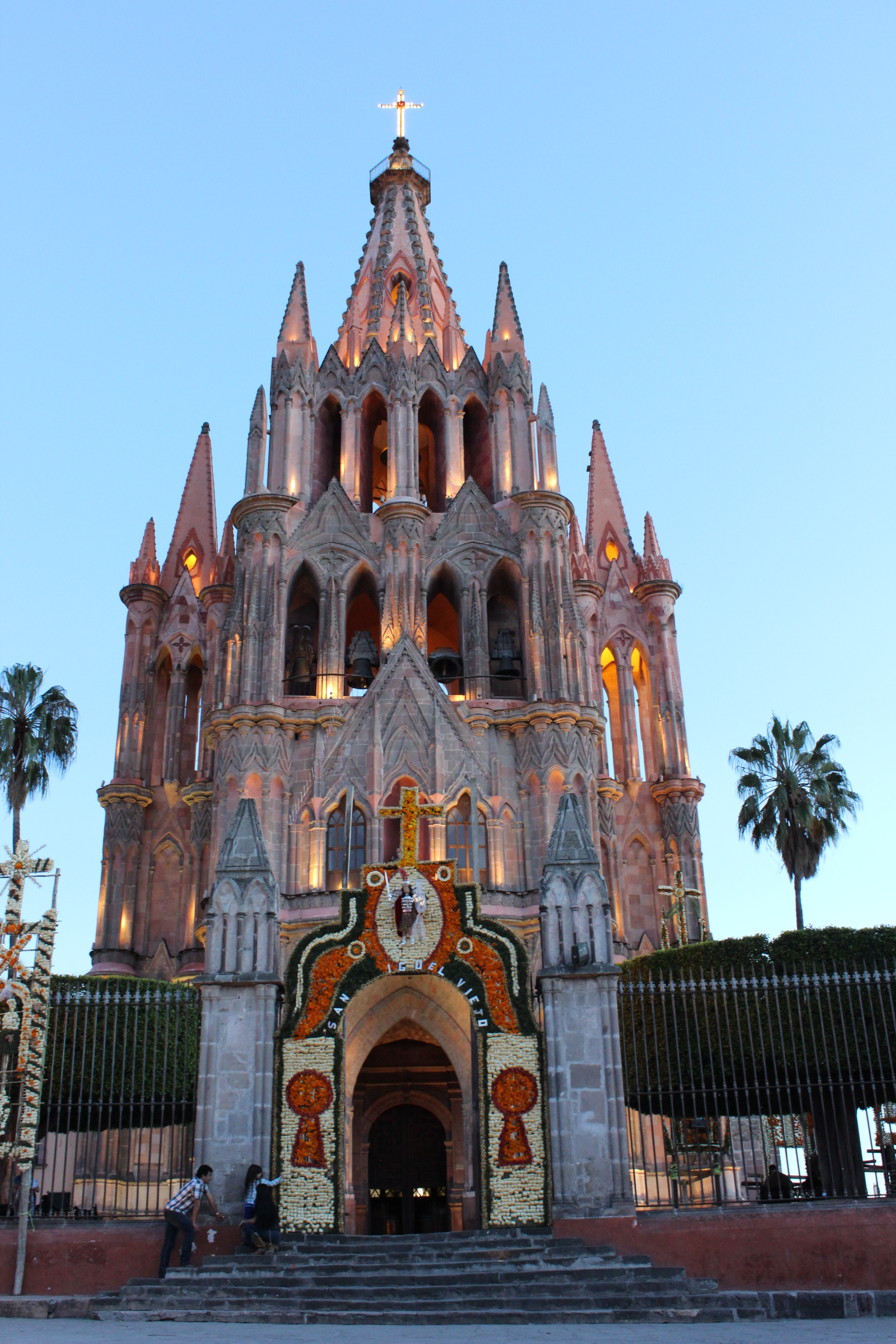
Парафія Святого Архистратига Михаїла.
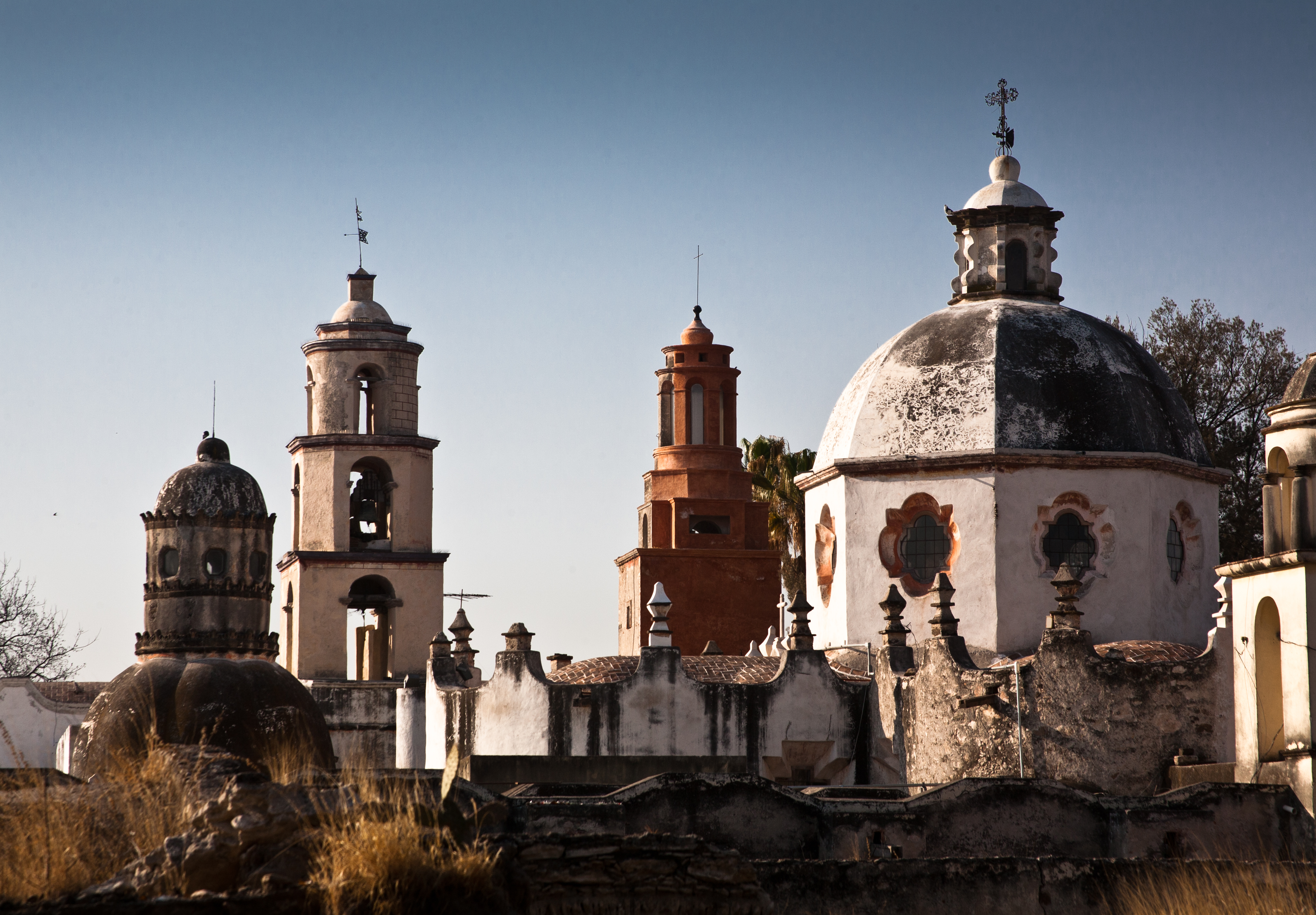
Святилище Хесус-Насарено-де-Атотонілко.
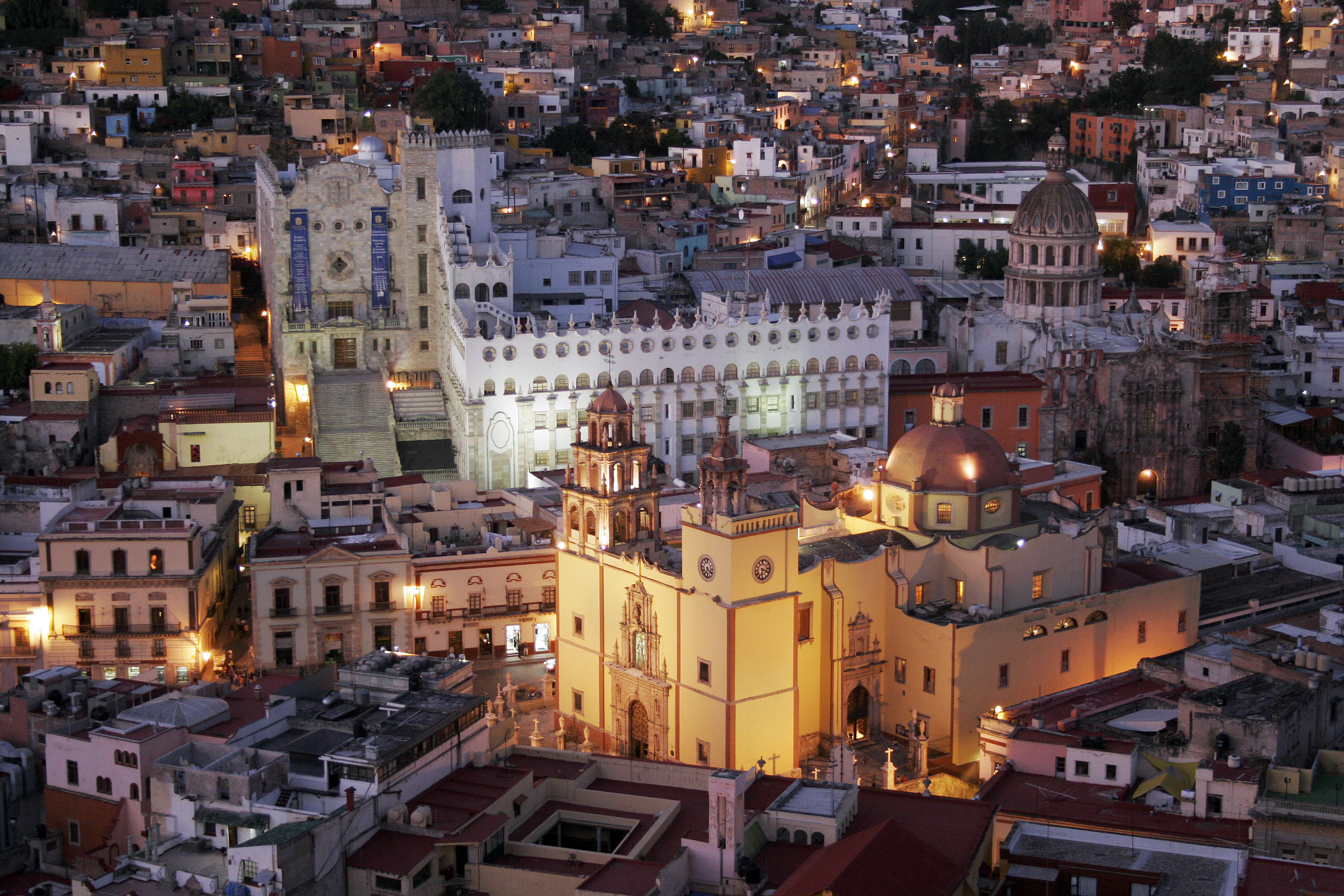
Панорама міста Гуанахуато.

#### Штат Халіско
1351—017: Історичний центр Лагос де Морено та міст.

1351-018: Історичний центр Охуелос де Халіско.

1351-019: Міст Охуелос де Халіско.

1351-020: Асьєнда де Сьенега де Мата.

1351-021: Старе кладовище Енкарнасіон де Діас.

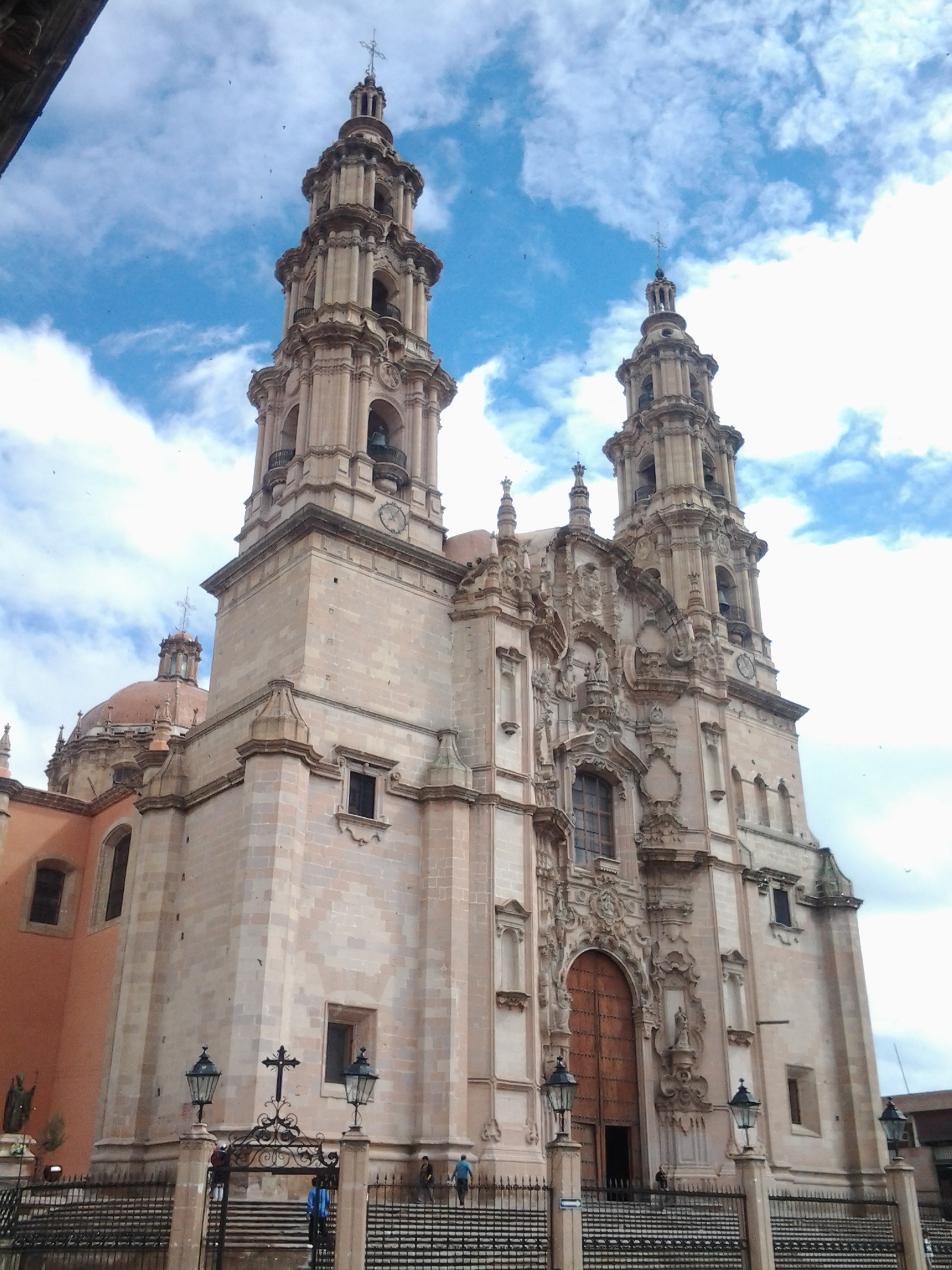
Парафія Успіння Пресвятої Богородиці в Лагос-де-Морено.
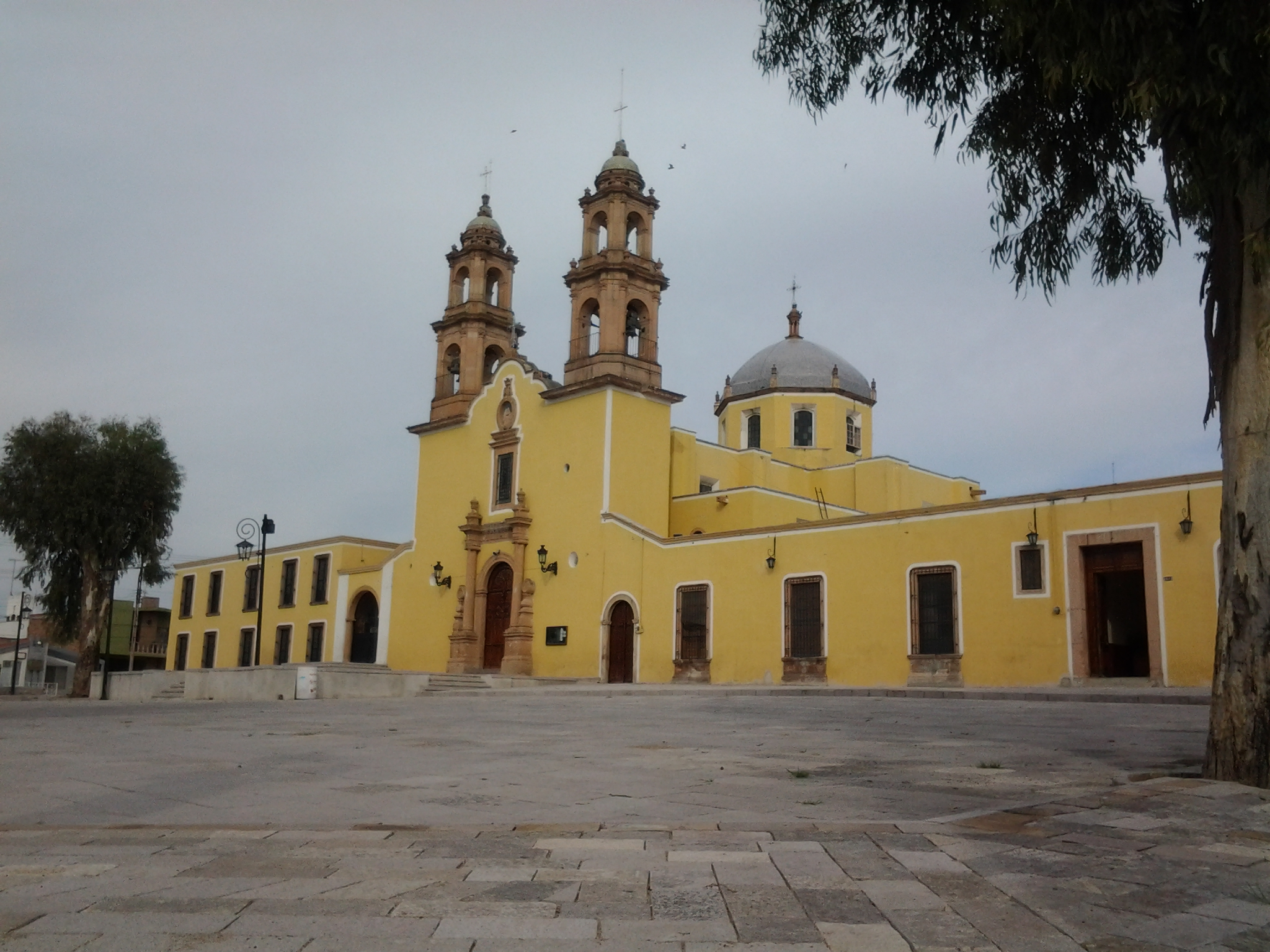
Парафія Матері Божої Убежища в Лагос-де-Морено.
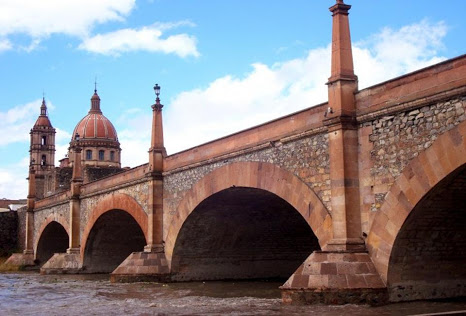
Міст Лагос-де-Морено.
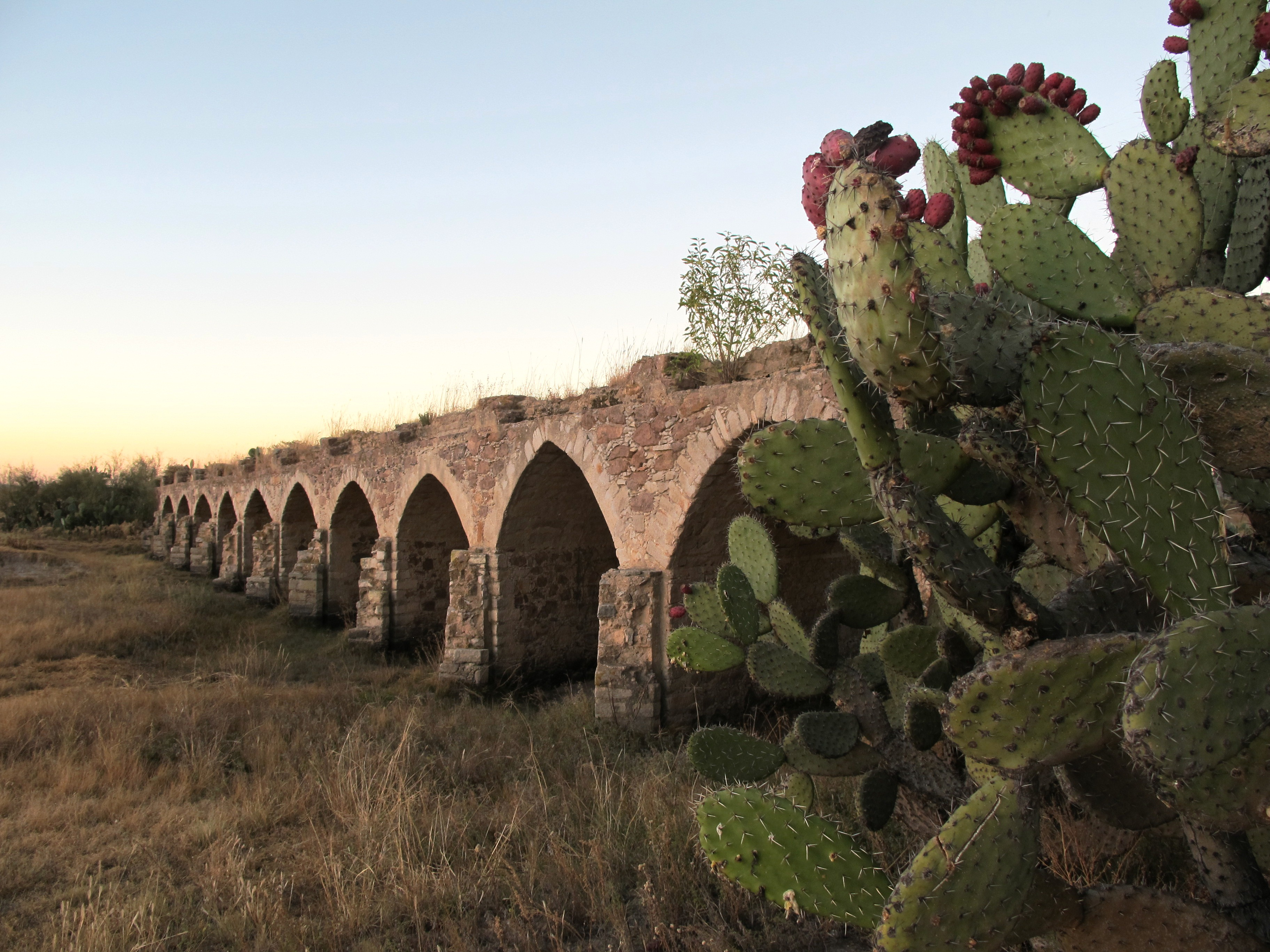
Міст Охуелос де Халіско.
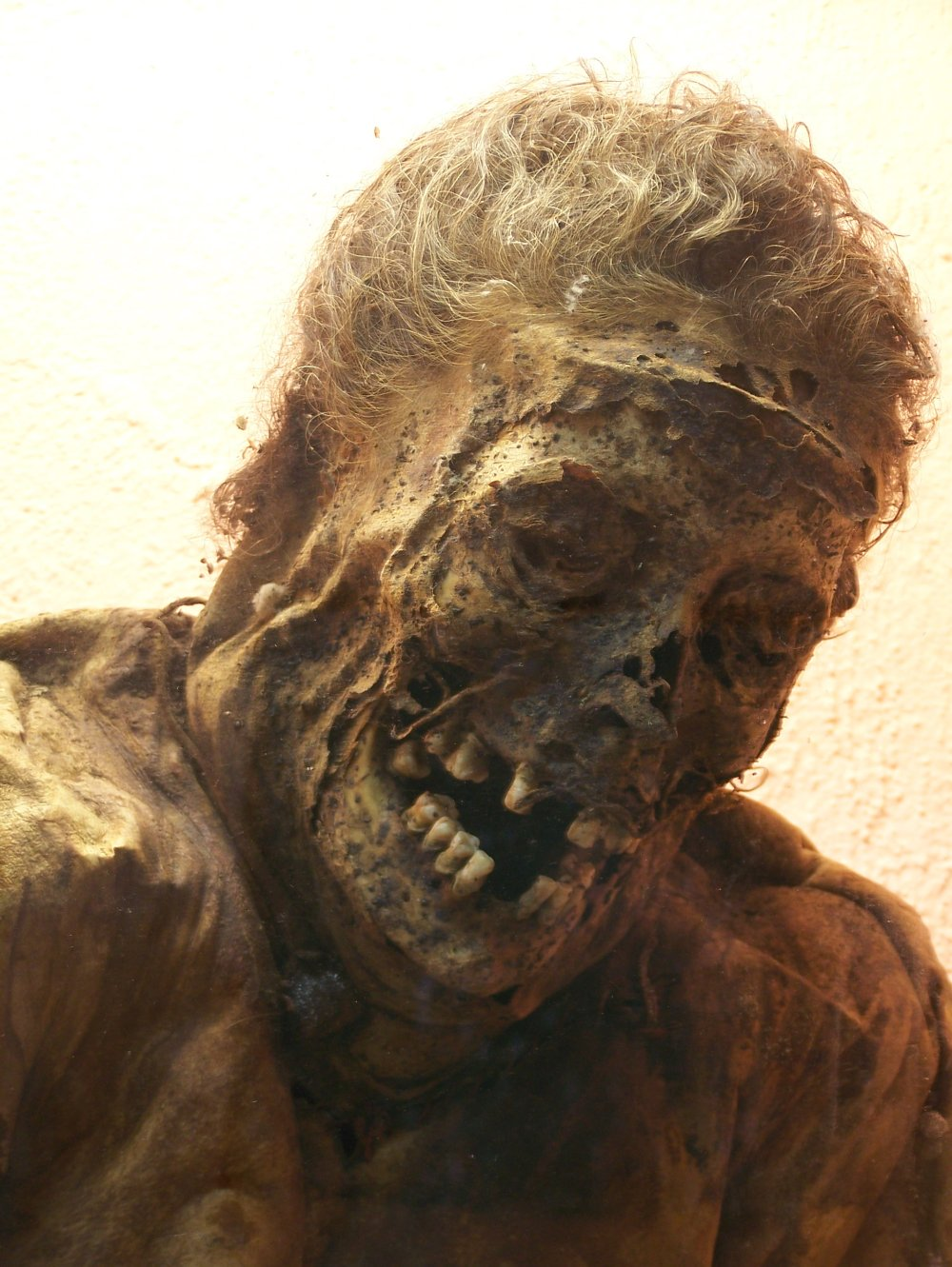
Мумія в Лагос-де-Морено.
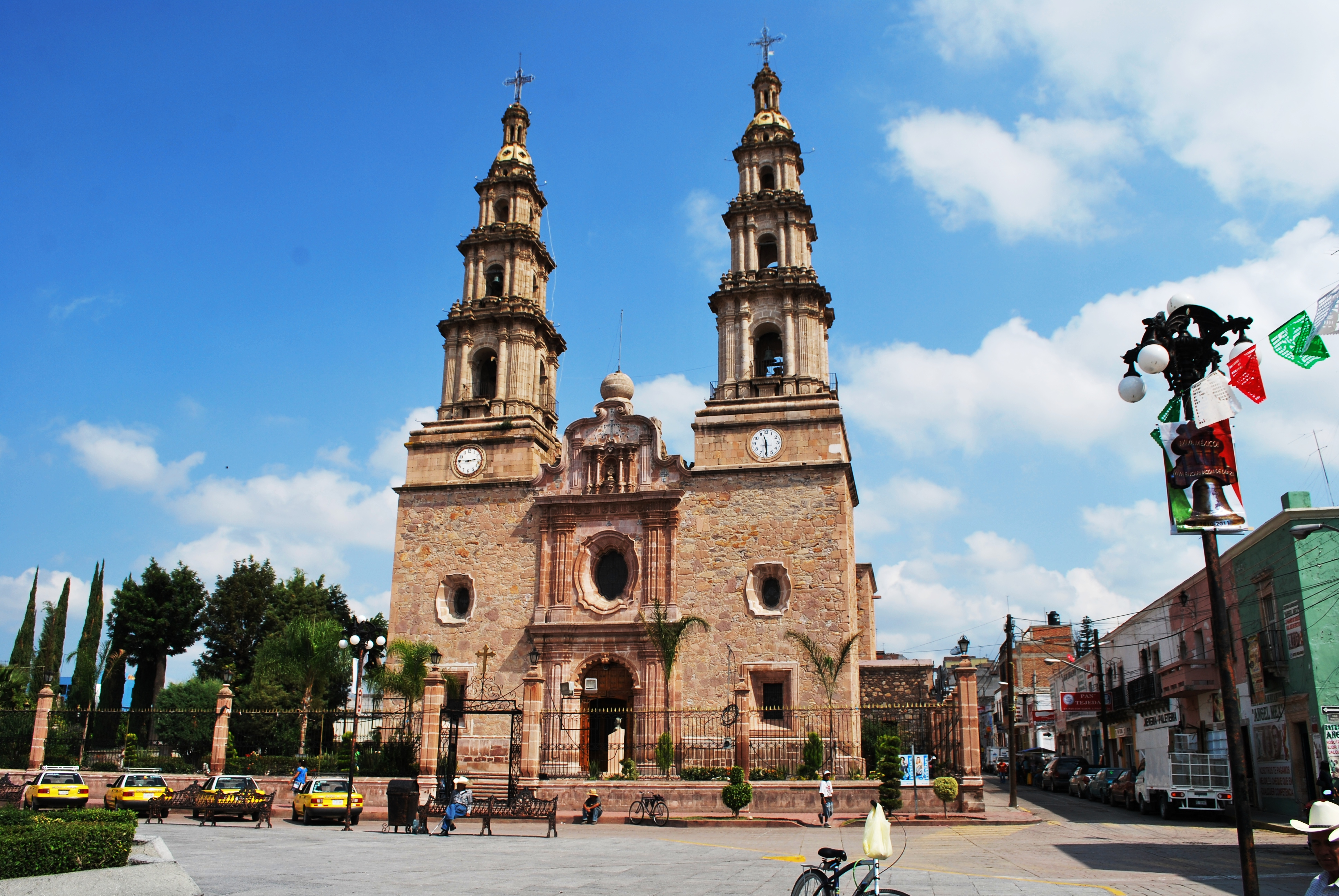
Церква в Енкарнасіон де Діас.
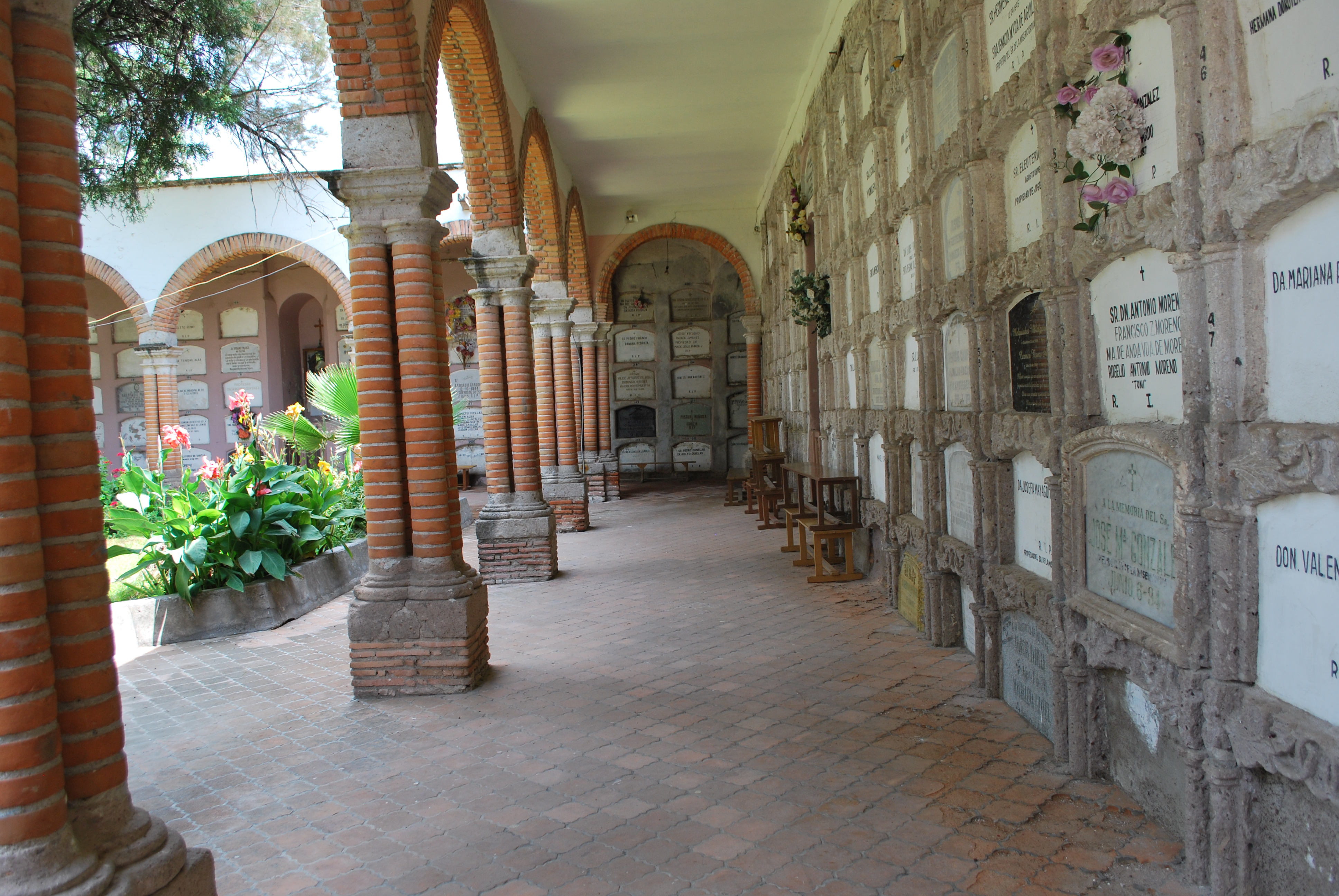
Старе кладовище в Енкарнасіон де Діас.

#### Штат Агуаскальентес
1351—022: Асьєнда де Пеньюелас.

1351-023: Асьєнда де Сьєнегілья.

1351-024: Історичний центр Агуаскальєнтес.

1351-025: Асьєнда де Пабельон де Ідальго.

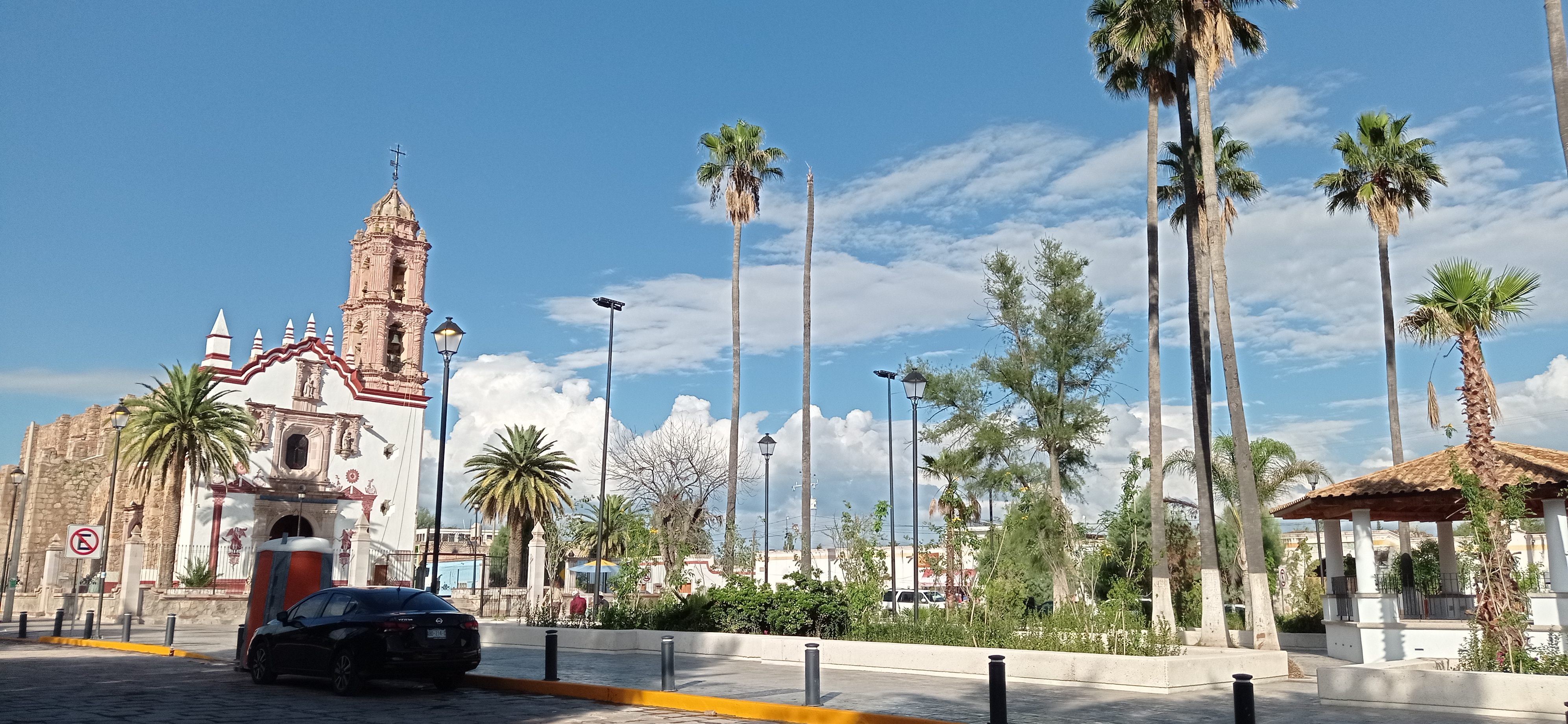
Церква Сан-Блас у Пабельон де Ідальго.
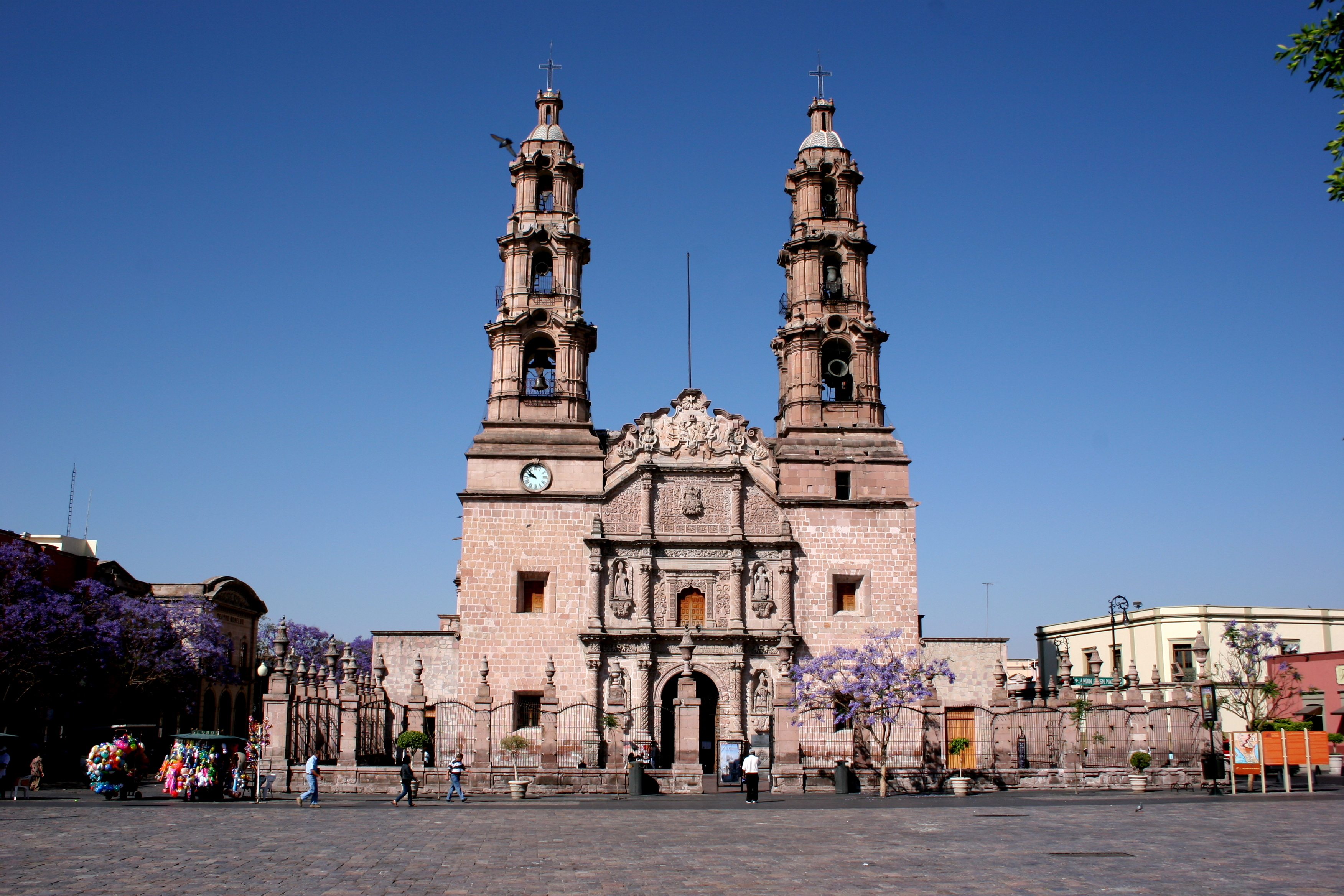
Собор Агуаскальентес.
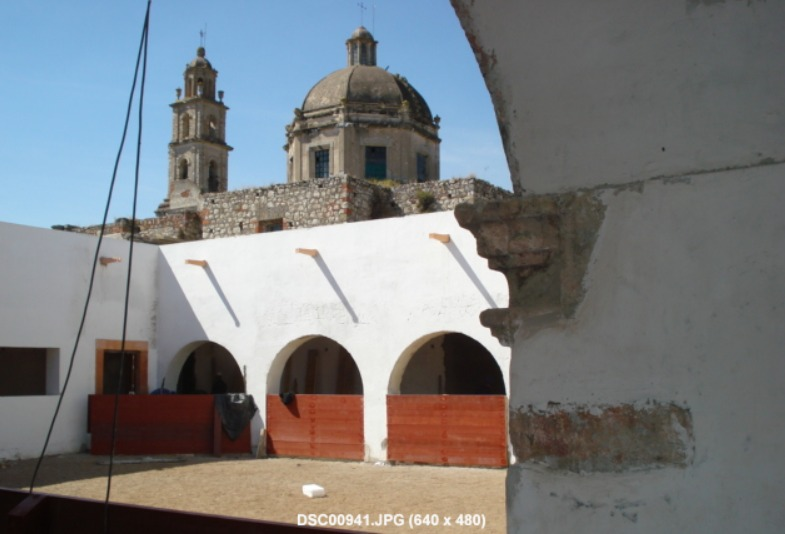
Асьєнда де Пеньюелас.

#### Штат Сакатекас
1351—026: Каплиця Сан-Ніколас-Толентіно з Асьєнди Сан-Ніколас-де-Кіхас.

1351-027: Місто Пінос.

1351-028: Храм Богоматері Ангелів у місті Норія де Анхелес.

1351-029: Храм Скорботної Богоматері у Вілья-Гонсалес-Ортезі.

1351-030: Школа Пропаганди Фіде Богоматері Гваделупської.

1351-031: Історичний центр Сомбререте.

1351-032: Храм Святого Панталеона Мартіра у місті Норія-де-Сан-Панталеон.

1351-033: Сьєрра-де-Органос.

1351-034: Архітектурний комплекс міста Чальчіуїтес.

1351-035: Ділянка Каміно-Реаль між Охокальєнте та Сакатекасом.

1351—036: Печера Авалос.

1351-037: Історичний центр Сакатекаса.

1351-038: Святилище Платероса.

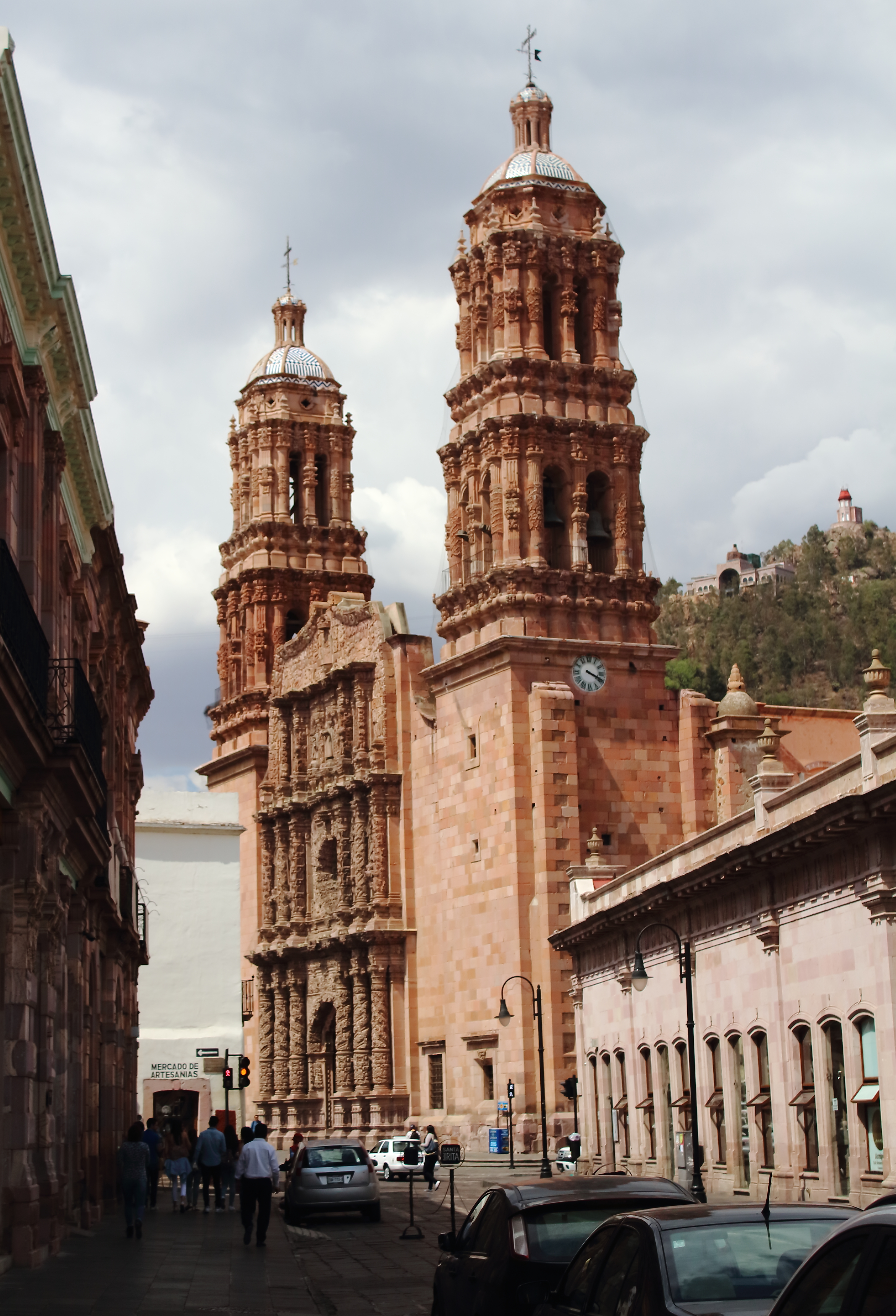
Кафедральний собор Сакатекас
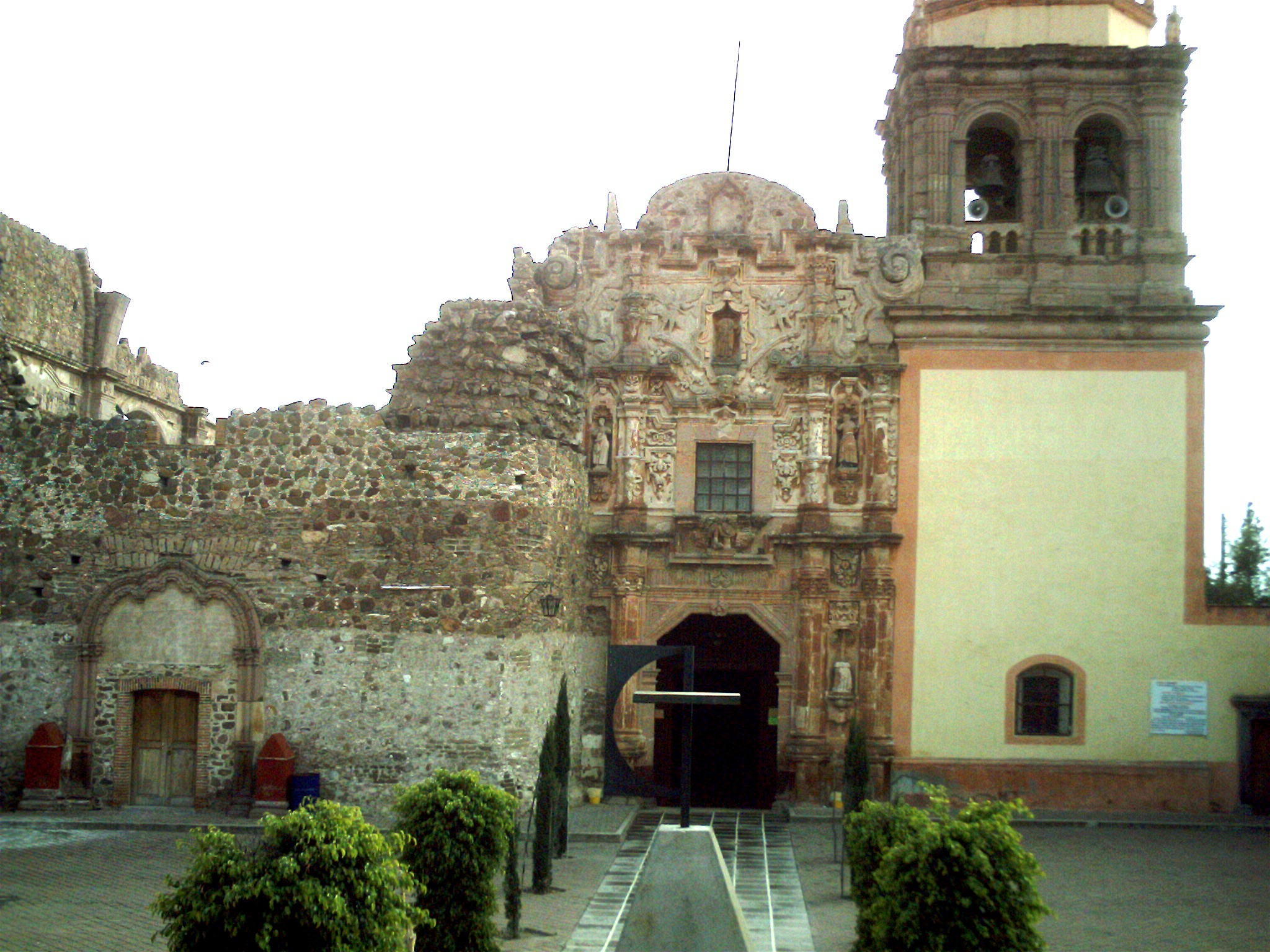
Іглесія, голова міста Пінос.
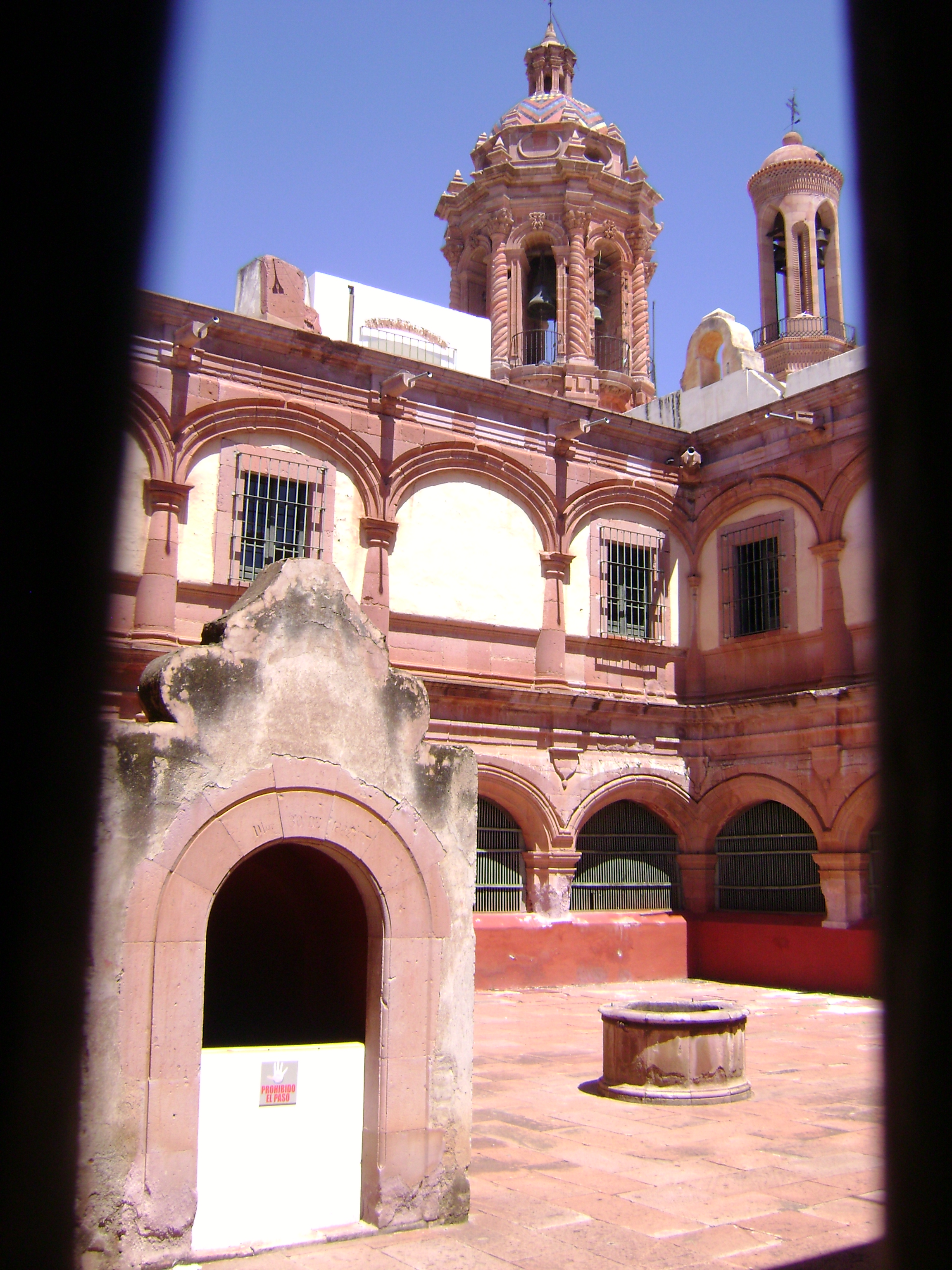
Школа пропаганди Fide Богоматері Гваделупської.
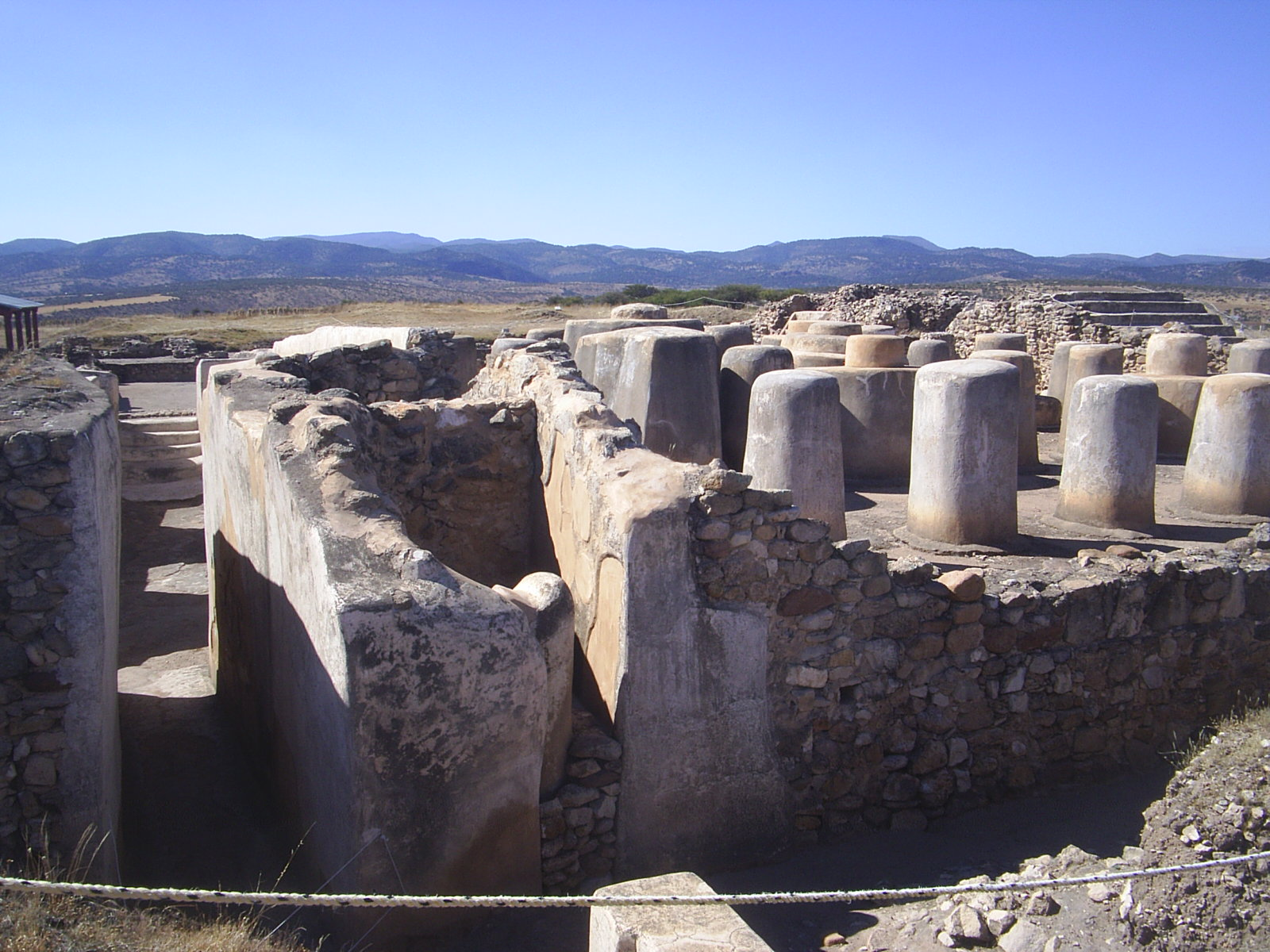
Ель-Лаберінто в археологічній зоні Альтавіста в Чальчіуїтес.
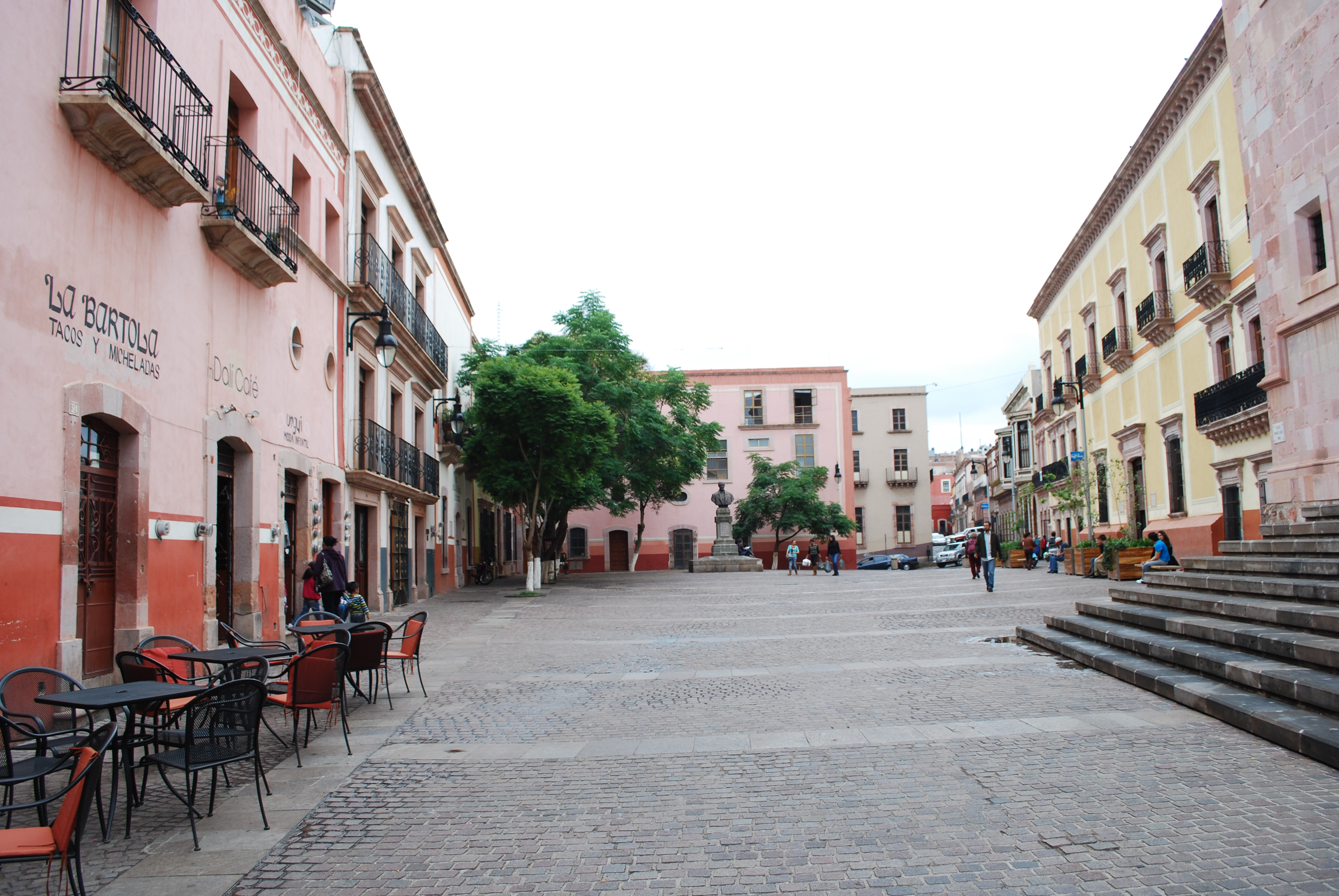
Площа Сан-Агустіна в Сакатекасі.
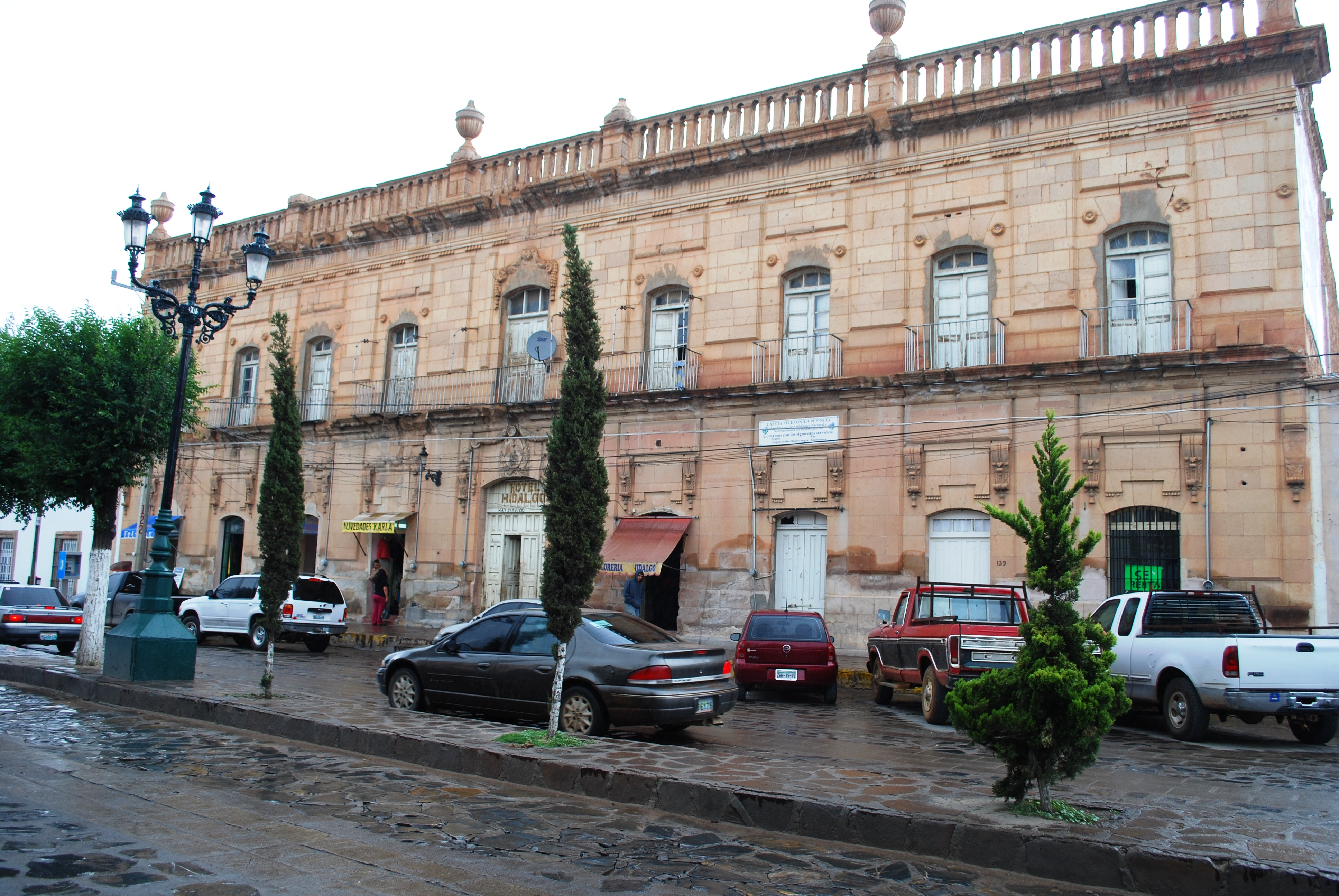
Королівські скриньки в Сомбререте.
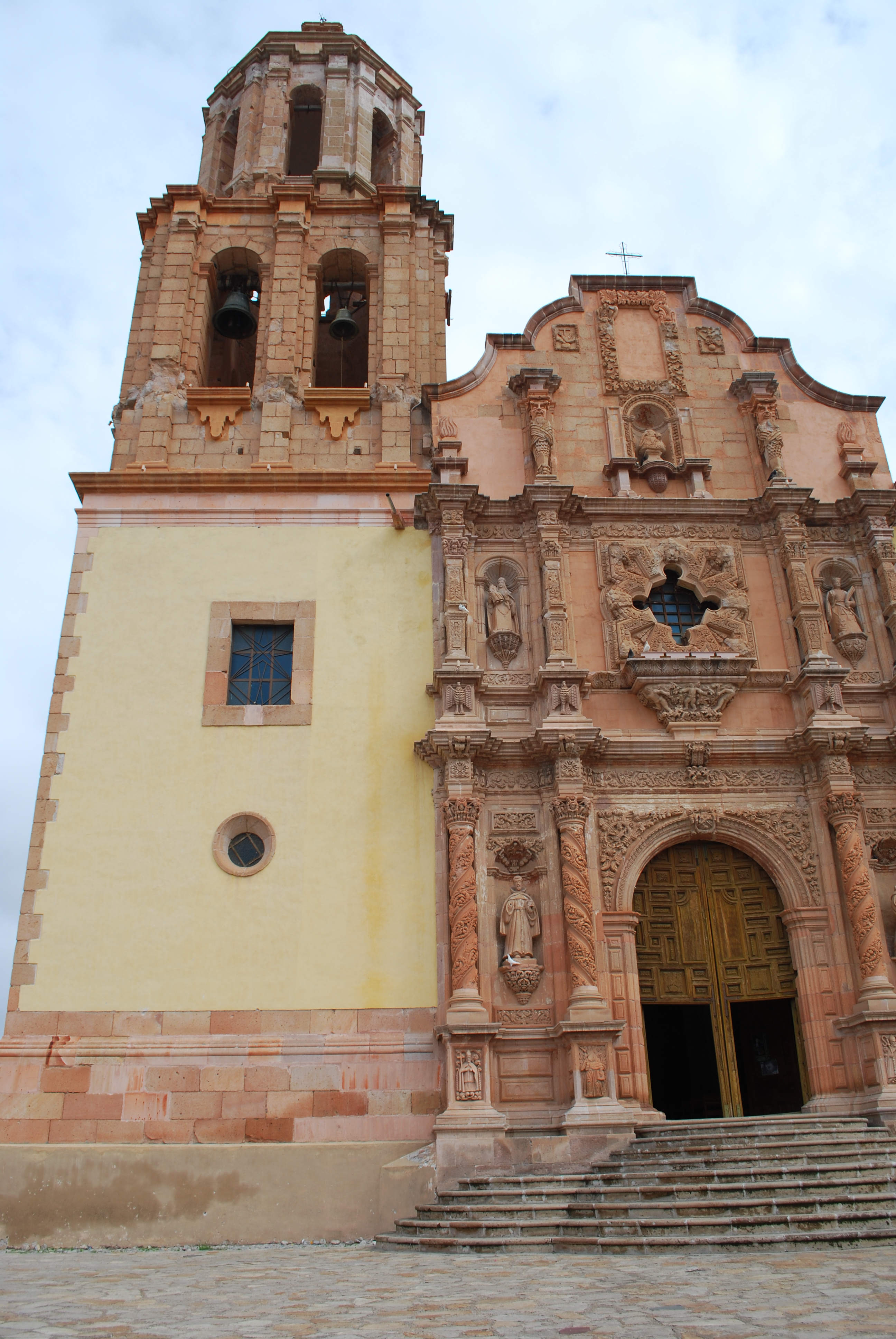
Церква Санто-Домінго в Сомбререте.
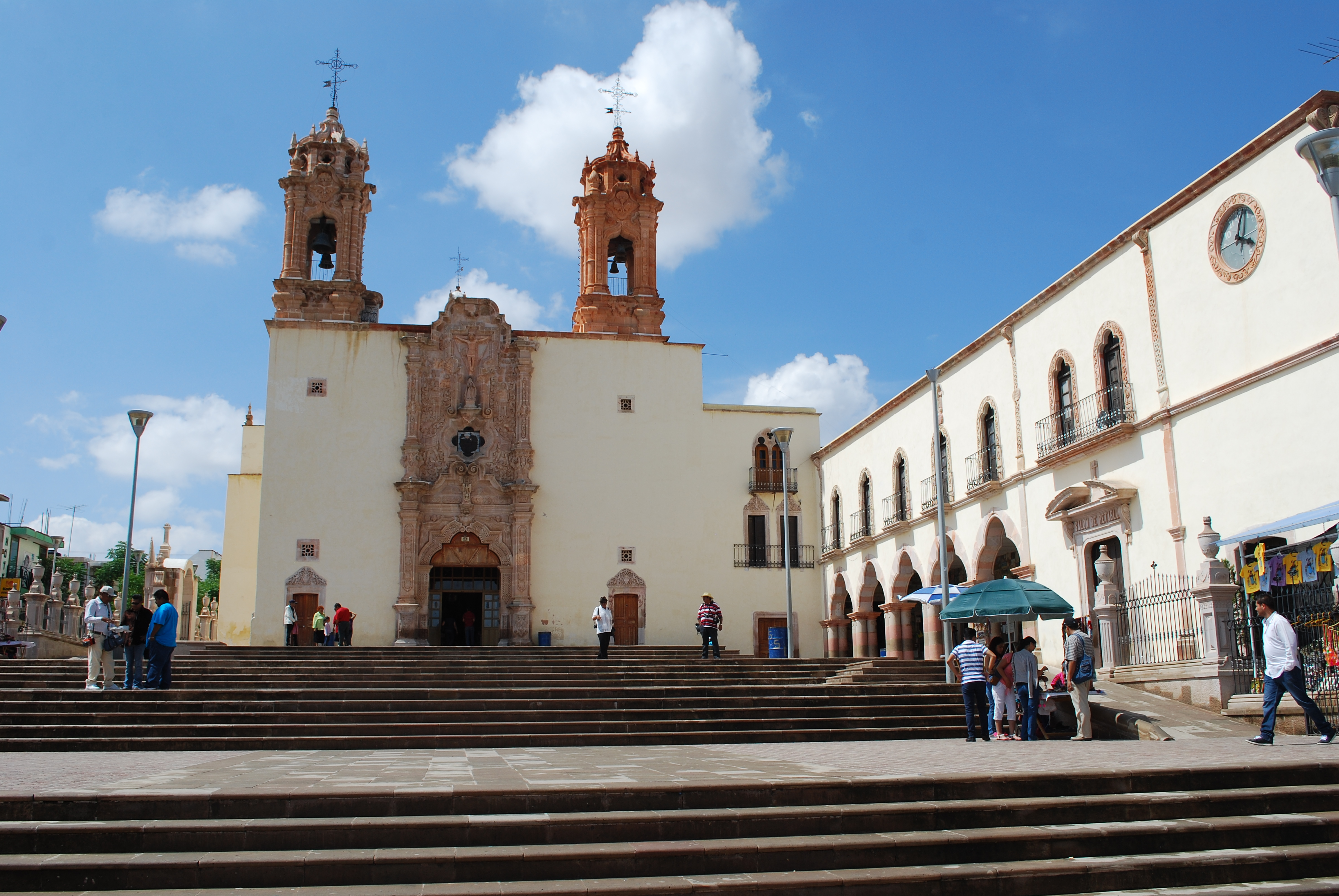
Святилище Платероса.

#### Штат Сан-Луїс-Потосі
1351—039: Історичний центр Сан-Луїс-Потосі.

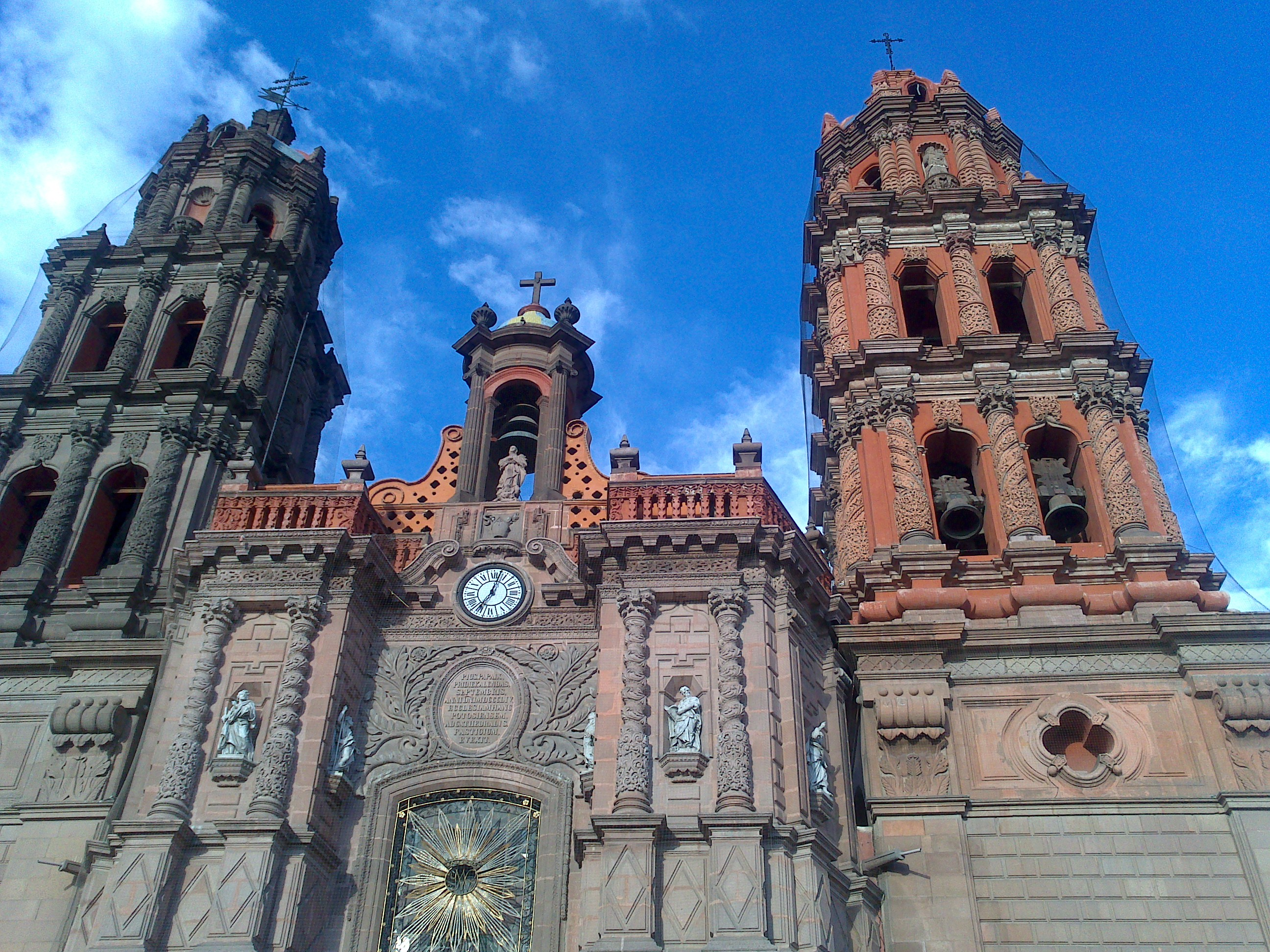
Собор Сан-Луїс-Потосі.
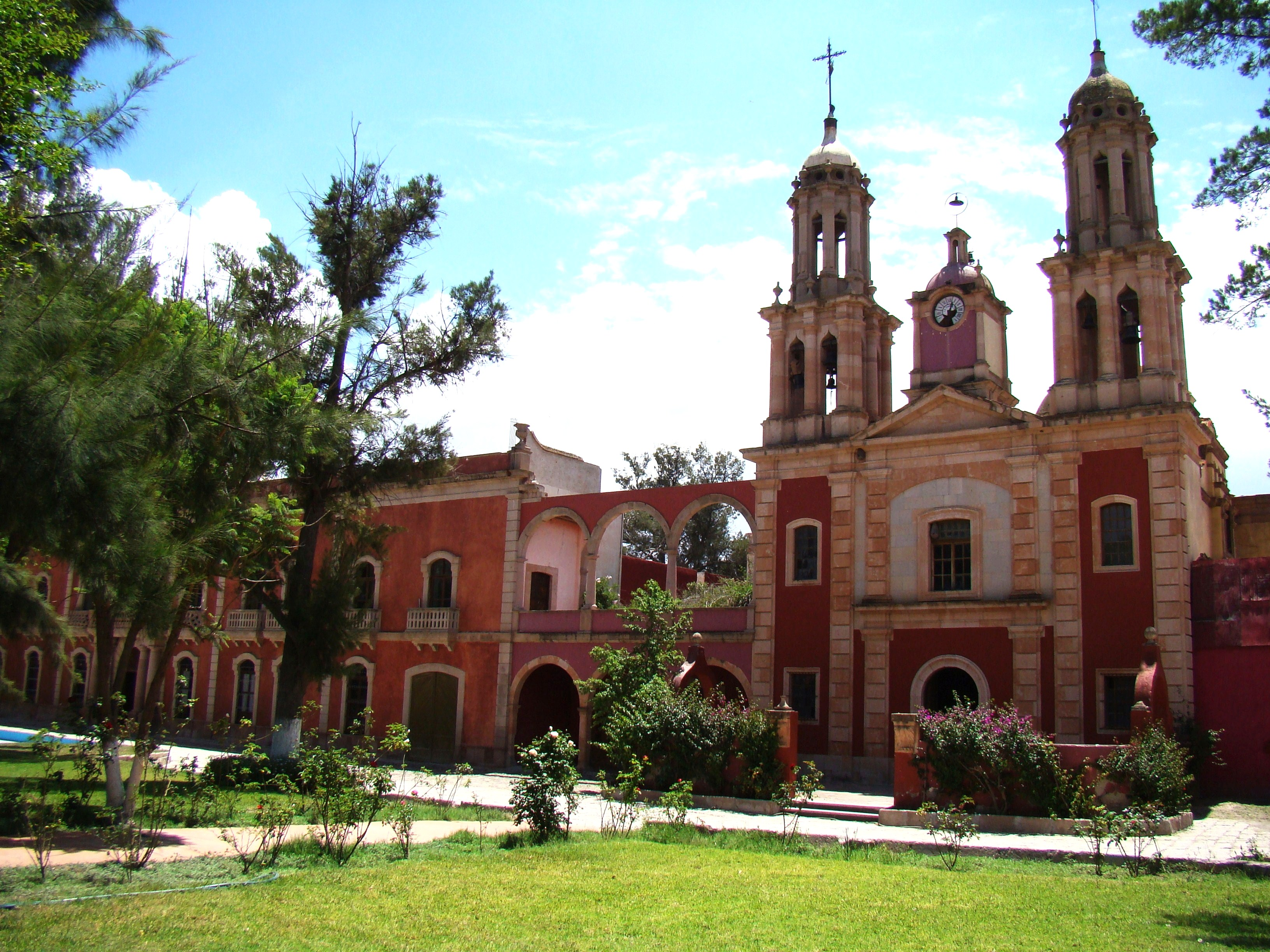
Каплиця Сан-Педро в Асьєнда де Гонгоррон.
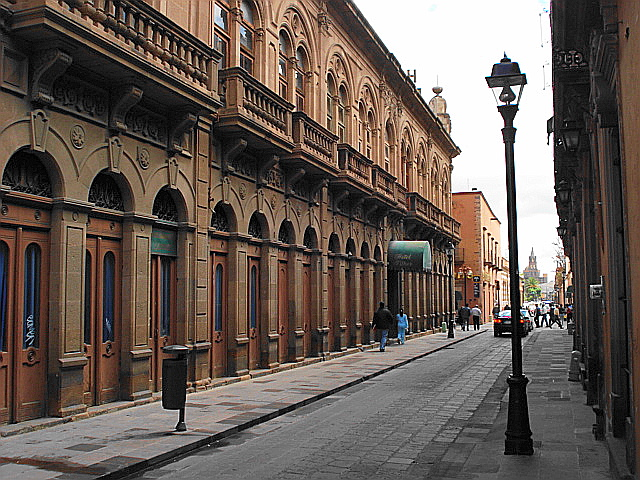
Вулиця Калле Універсідад

#### Штат Дуранго
1351—040: Каплиця Сан-Антоніо Гасьєнда де Хуана Герра.

1351-041: Церкви в місті Номбре де Діос.

1351-042: Асьєнда де Сан-Дієго де Навакоян і Міст дель Діабло.

1351-043: Історичний центр Дуранго.

1351-044: Церкви в місті Куенкаме та Крісто де Мапімі.

1351-045: Храм Божої Матері Притулку в Асьєнда Ла Педріченья в Лос Куатільйос, муніципалітет Куенкаме.

1351-046: Головна церква міста Сан-Хосе-де-Авіно.

1351-047: Каплиця Асьєнда Непорочного Зачаття Пальмітос де Арріба.

1351-048: Каплиця Асьєнда чистого зачаття Пальмітос де Абахо.

1351-049: Архітектурний комплекс Назас.

1351-050: Місто Сан-Педро-дель-Галло.

1351-051: Архітектурний комплекс міста Мапімі.

1351-052: Місто Інде.

1351-053: Каплиця Сан-Матео з Асьєнди Сан-Матео-де-ла-Сарка.

1351-054: Асьєнда чистого зачаття of Канутільо.

1351-055: Храм Сан-Мігель у місті Вілья-Окампо.

1351-056: Ділянка Каміно Реал між Назас і Сан-Педро-дель-Галло.

1351-057: Шахта Охуела.

1351-058: Печера Лас Мулас де Моліно.

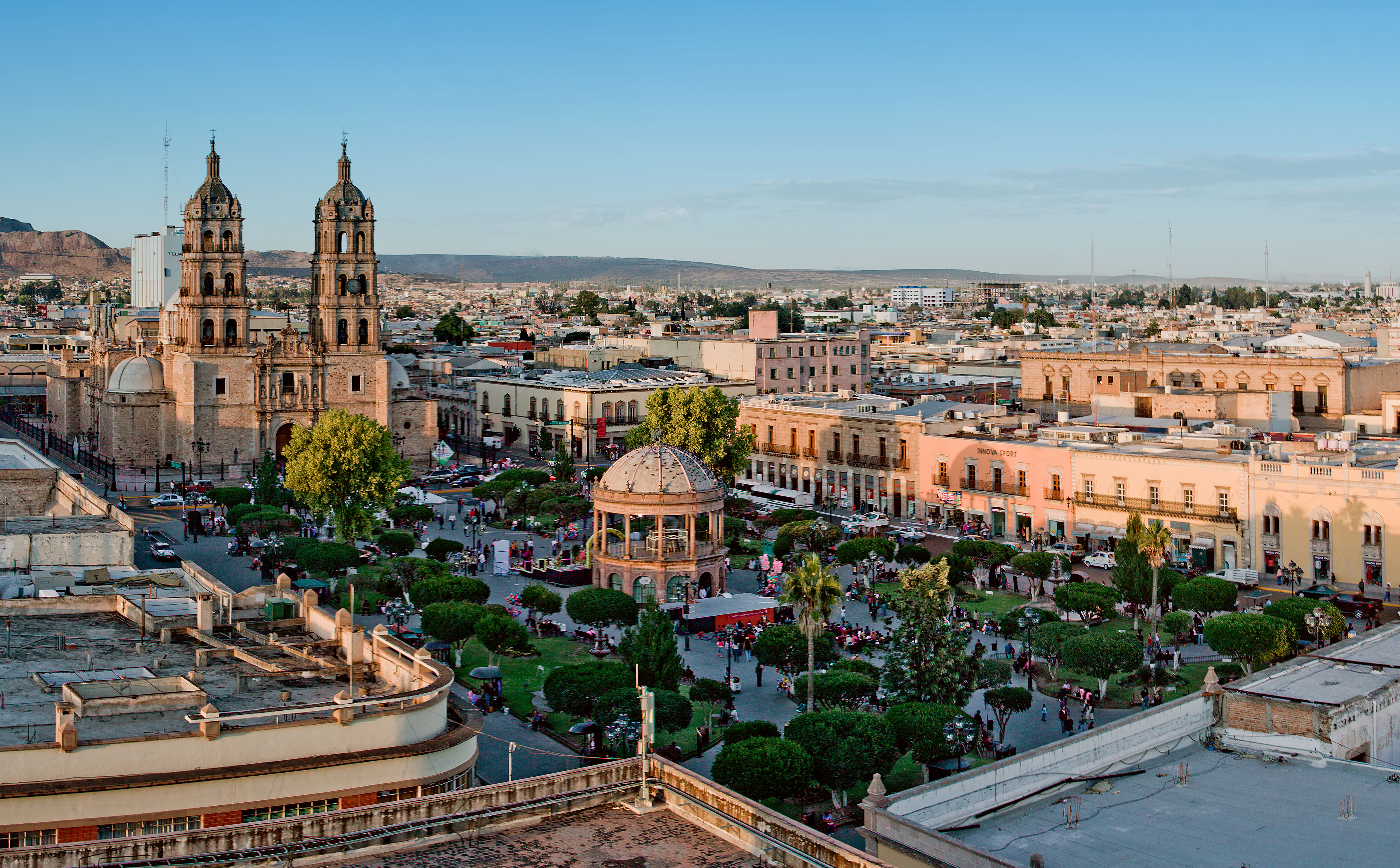
Головна площа в історичному центрі Дуранго.
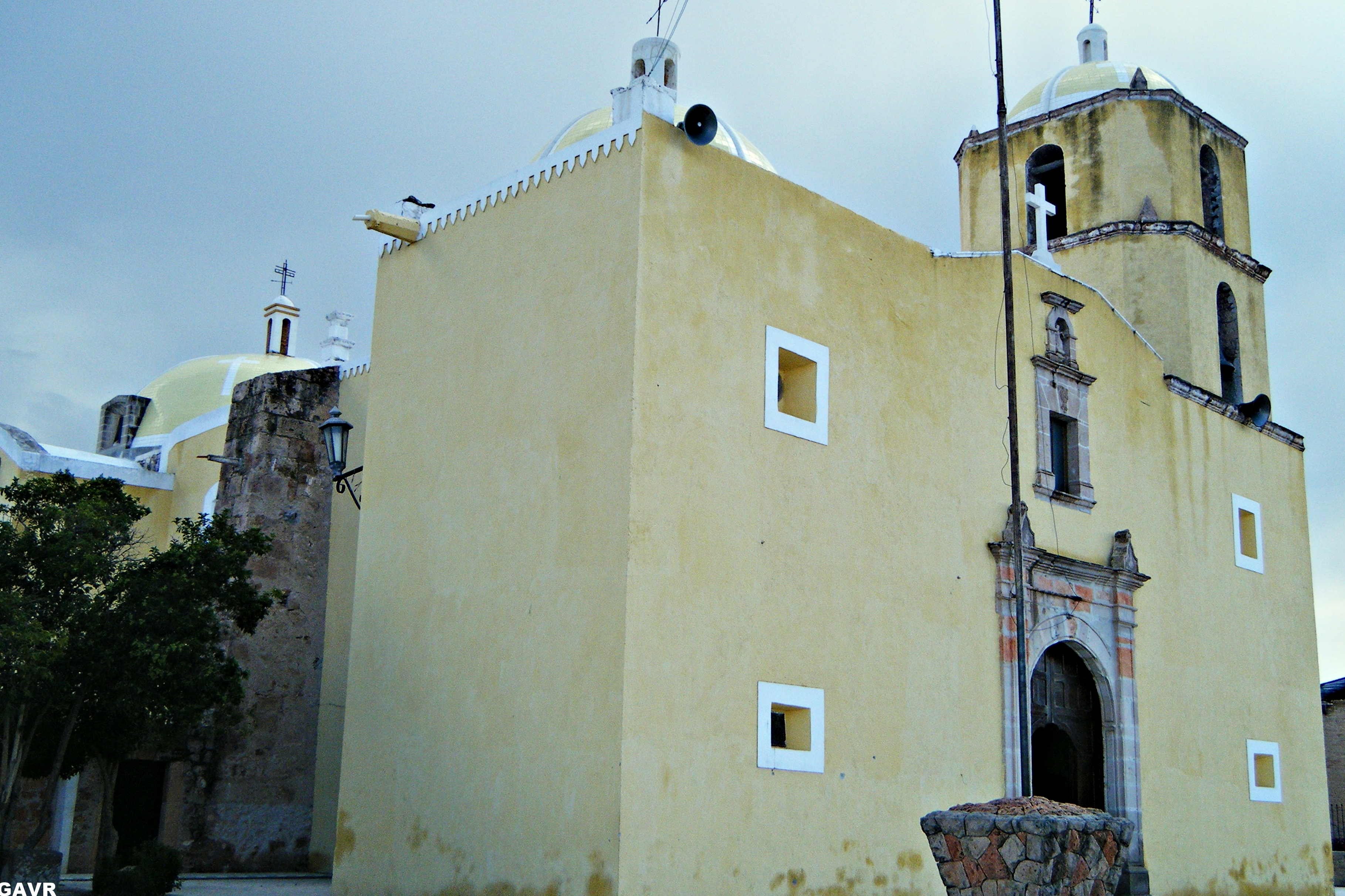
Храм Куенкаме.
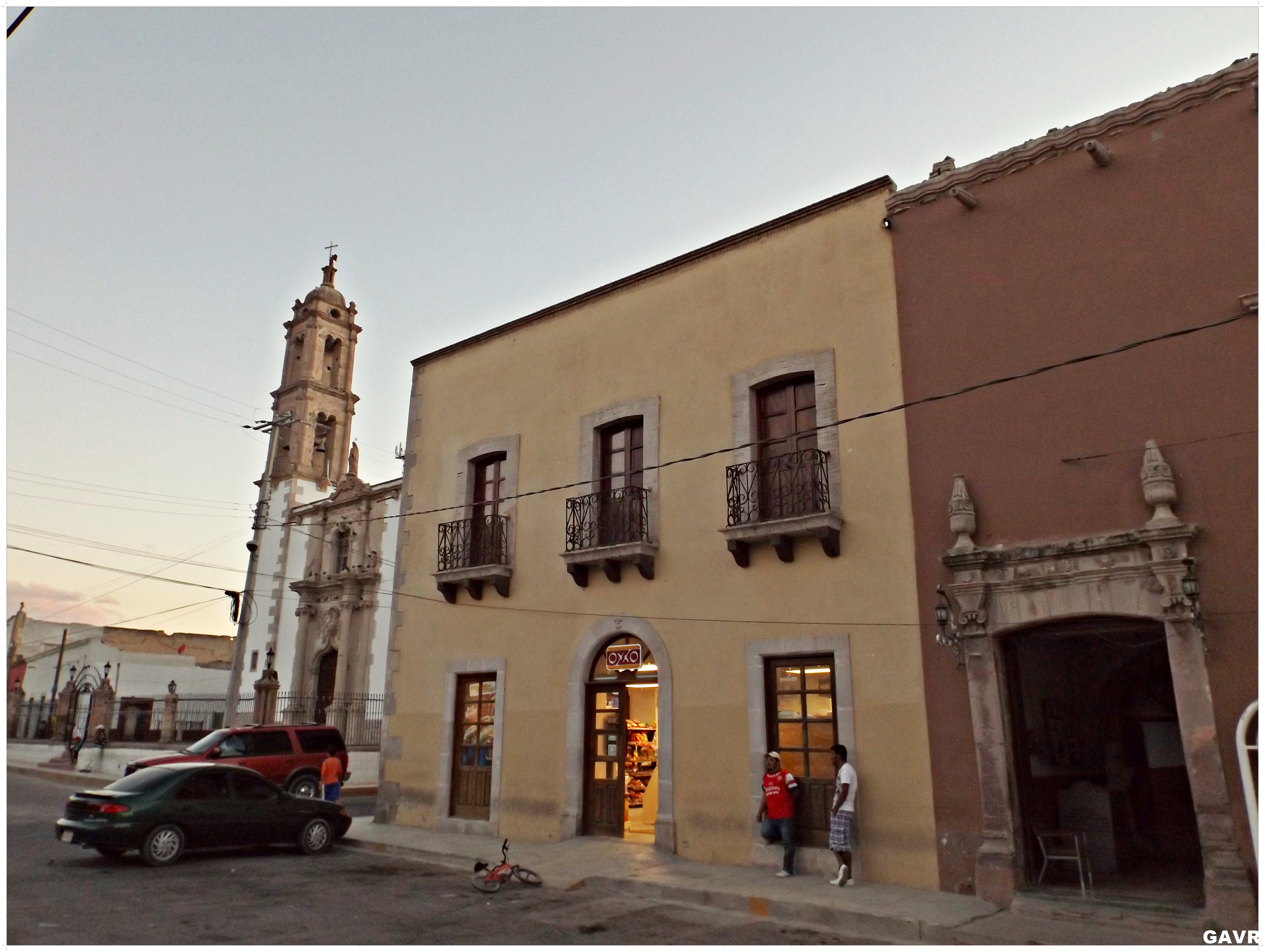
Місто Мапімі.
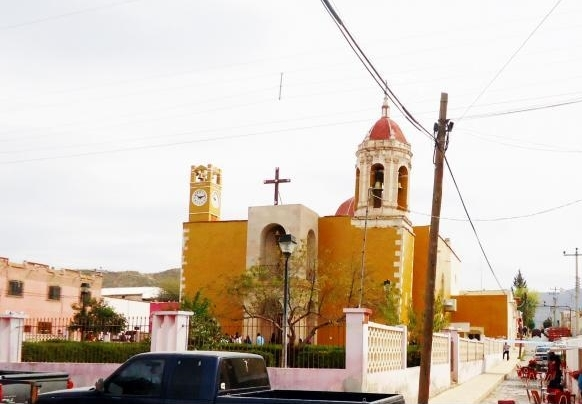
Місто Назас.
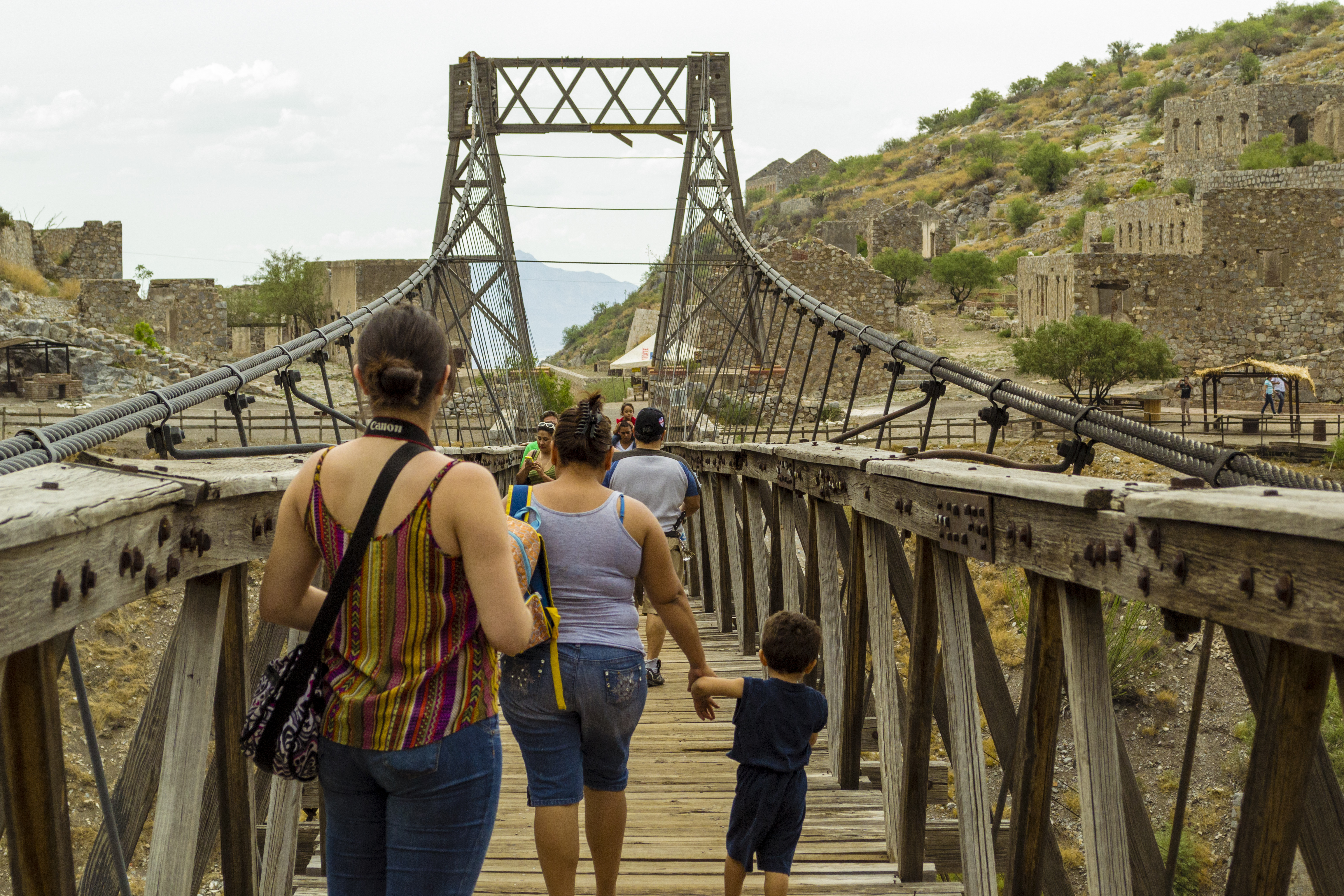
Шахта Охуела.

#### Штат Чіуауа
1351—059: місто Валье де Альєнде.

##### Незаявлені історичні місця Каміно-Реаль у штаті Чіуауа
- Санта-Барбара
- Парраль
- Чіуауа
- Каррізал
- Лагуна де Патос
- Охо ель Лусеро
- Пуерто Анчо
- Сьюдад-Хуарес
  - Сенуку
  - Сан-Лоренцо
  - Місія Богоматері Гваделупської
  - В'язниця Богоматері Пілар-дель-Пасо-дель-Ріо-Норте

## Національна історична стежка
У Сполучених Штатах, від кордону між Техасом і Нью-Мексико до Сан-Хуан-Пуебло на північ від Еспаньоли, оригінальний маршрут (колись позначався як US Route 85, але пізніше замінений на US Interstate Highways 10 і 25) був визначений Національним мальовничим шляхом під назвою Ель Каміно Реал.
Пішохідні, велосипедні та кінні доріжки були додані до частин коридору торгового шляху протягом останніх кількох десятиліть. До них входить існуюча стежка Пасео-дель-Боске в Альбукерке та частини запропонованої стежки Ріо-Гранде. Його північна кінцева станція, Санта-Фе, також є кінцевою станцією Староіспанської стежки та Стежки Санта-Фе.
Уздовж стежки, парахес (зупинки), які збереглися сьогодні, включають Ель-Ранчо-де-лас-Голондринас. Форт Крейг і Форт Селден також розташовані вздовж стежки.

## CARTA
El Camino Real de Tierra Adentro Trail Association (CARTA) — це некомерційна туристична організація, яка має на меті сприяти просуванню, освіті та збереженню культурної та історичної стежки у співпраці зі Службою національних парків США, Бюро управління земельними ресурсами, Департамент культури Нью-Мексико та різні мексиканські організації. CARTA видає щоквартальний інформативний журнал Chronicles of the Trail, який надає людям інформацію про подальшу історію та поточні події стежки та про те, що CARTA, як організація, робить, щоб допомогти зберегти її.

## Стежка чіуауа
Стежка Чіуауа — це альтернативна назва, яка використовується для опису маршруту, який проходить від Нью-Мексико через штат Чіуауа до центральної Мексики.
До кінця 16-го століття іспанські дослідження та колонізація просунулися від Мехіко на північ через велике центральне плато до своєї кінцевої мети в Санта-Фе. До здобуття Мексикою незалежності в 1821 році всі комунікації між Нью-Мексико та рештою світу були обмежені цими 1 500-миль (2 400 км) стежки. По ній проїжджали волові вози й потяги мулів, місіонери й губернатори, солдати й колоністи. Коли Санта-Фе-Трейл було засновано як сухопутний маршрут між Санта-Фе та Міссурі, торговці зі Сполучених Штатів розширили свою діяльність на південь по Стежці Чіуауа й далі до Дуранго та Сакатекасу. Остаточно замінена залізницею в 19 столітті, стародавня дорога Мехіко–Санта-Фе була відроджена в середині 20 століття як одна з найбільших автомобільних магістралей Мексики. Частина, яка пролягає від Санта-Фе, штат Нью-Мексико, до Ель-Пасо, штат Техас, шосе штату США 85, була вперше започаткована францисканськими місіонерами в 1581 році і, можливо, є найстарішим шосе в Сполучених Штатах.

## Подальше читання
- Dictionary of American History by James Truslow Adams, New York: Charles Scribner's Sons, 1940
- Boyle, Susan Calafate. Los Capitalistas: Hispano Merchants and the Santa Fe Trade. Albuquerque: University of New Mexico Press, 1997.
- Moorhead, Max L. New Mexico's Royal Road. Norman: University of Oklahoma Press, 1958.
- Palmer, Gabrielle G., et al.. El Camino Real de Tierra Dentro. Santa Fe: Bureau of Land Management, 1993.
- Palmer, Gabrielle G. and Stephen L. Fosberg. El Camino Real de Tierra Dentro. Santa Fe: Bureau of Land Management, 1999.
- Preston, Douglas and José Antonio Esquibel. The Royal Road. Albuquerque: University of New Mexico Press, 1998.